# Universität Hamburg

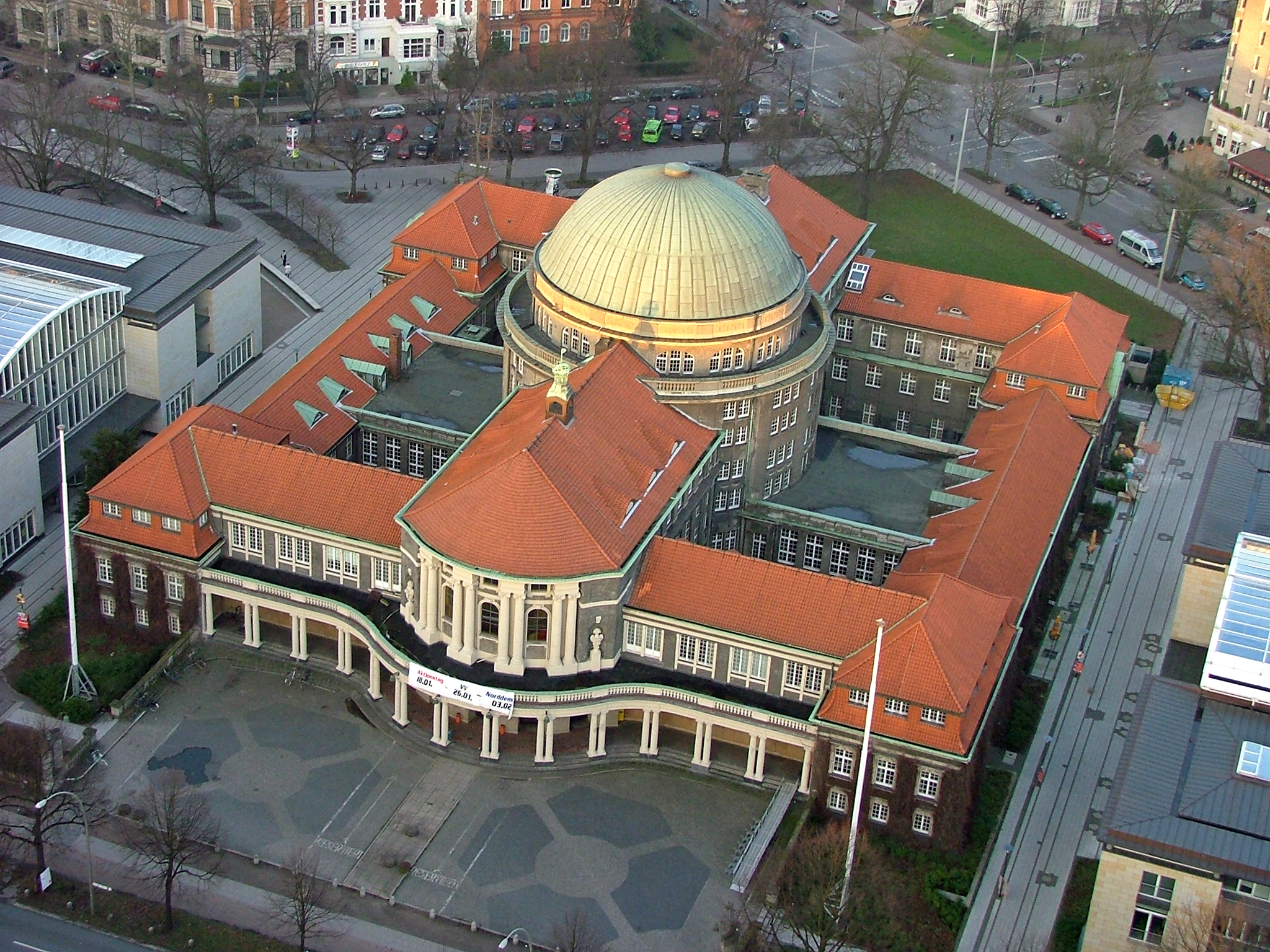
Luftbild des Hauptgebäudes

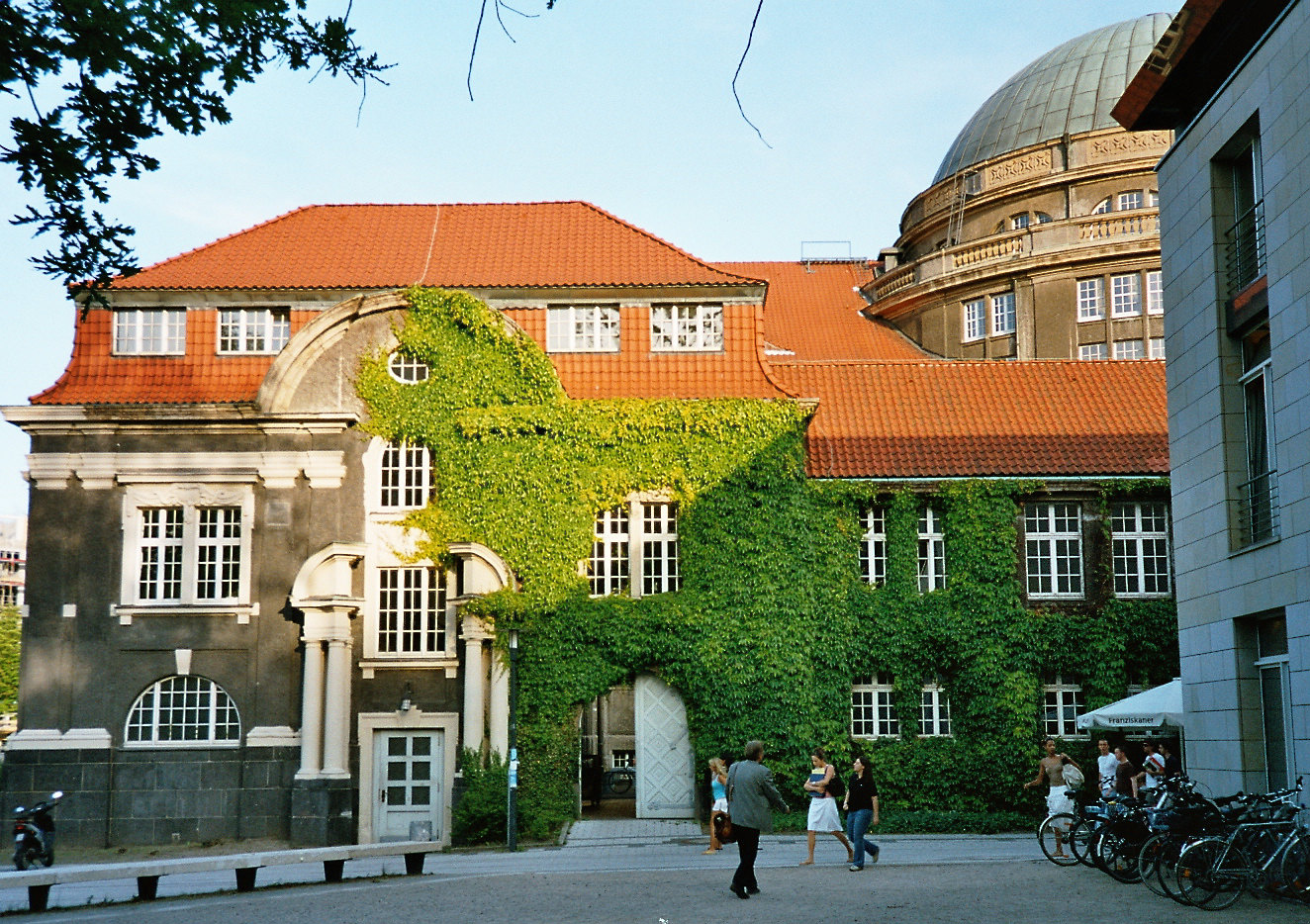
Seitenflügel, Hauptgebäude

Die Universität Hamburg (kurz UHH) ist mit über 40.000 Studierenden die größte Universität in der Freien und Hansestadt Hamburg, die größte Forschungs- und Ausbildungseinrichtung in Norddeutschland und eine der zehn größten Hochschulen in Deutschland. Ihren Hauptsitz hat sie seit ihrer Gründung 1919 im Stadtteil Rotherbaum. Die Universität ist in acht Fakultäten gegliedert, die über 170 Studiengänge anbieten.
Die Universität ist seit Juli 2019 als Exzellenzuniversität Deutschlands prämiert. Sie beteiligt sich seit 2012 nicht mehr an Hochschulrankings, findet sich aber weiterhin in internationalen Ranglisten wieder. Unter anderem wurde sie 2017 im Times Higher Education Ranking und Shanghai-Ranking, dem U.S. News & World Report sowie den CWTS Leiden und CWUR Rankings unter den führenden 200 Universitäten weltweit gelistet, was weniger als 1 % aller Institutionen entspricht.
Unter den 106 deutschen Universitäten zählen die bedeutendsten Rankings die Universität Hamburg zu den besten 10–20, die höchsten Platzierungen erreicht sie dabei 2018 im Webometrics Ranking of World Universities (Platz 4 unter den deutschen Universitäten) und U.S. News & World Report (Platz 7 unter den deutschen Universitäten).
Mit der Universität Hamburg werden bis dato fünf Nobelpreisträger assoziiert.
Zur Erforschung der eigenen Geschichte wurde die Arbeitsstelle für Universitätsgeschichte eingerichtet; seit 2014 besteht an der UHH zudem die Forschungsstelle Hamburgs (post-)koloniales Erbe, die 2017 vom Wissenschaftsrat positiv bewertet wurde.

## Geschichte

### Vorgründungszeit

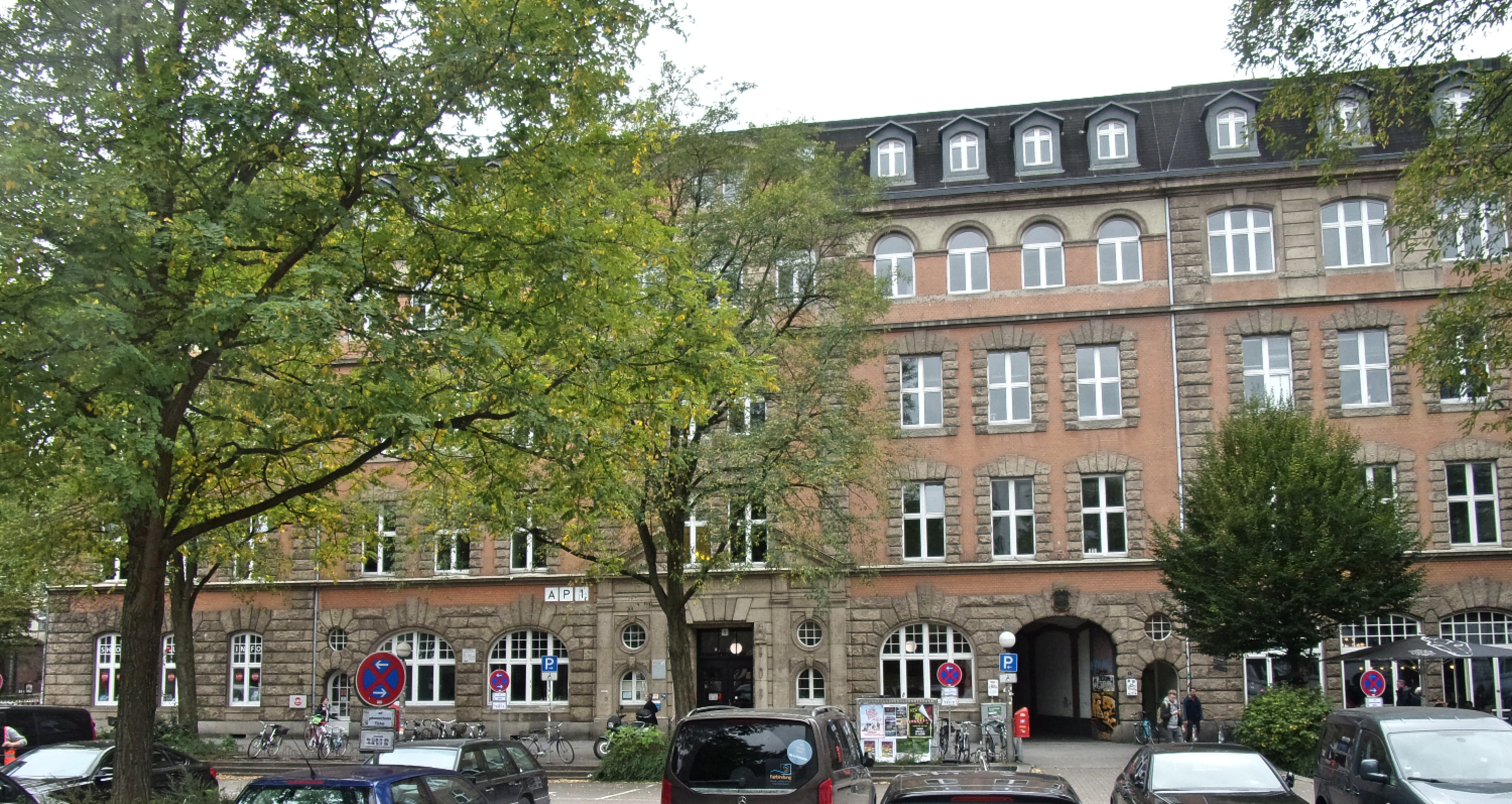
Pferdestall, erbaut von 1906 bis 1908

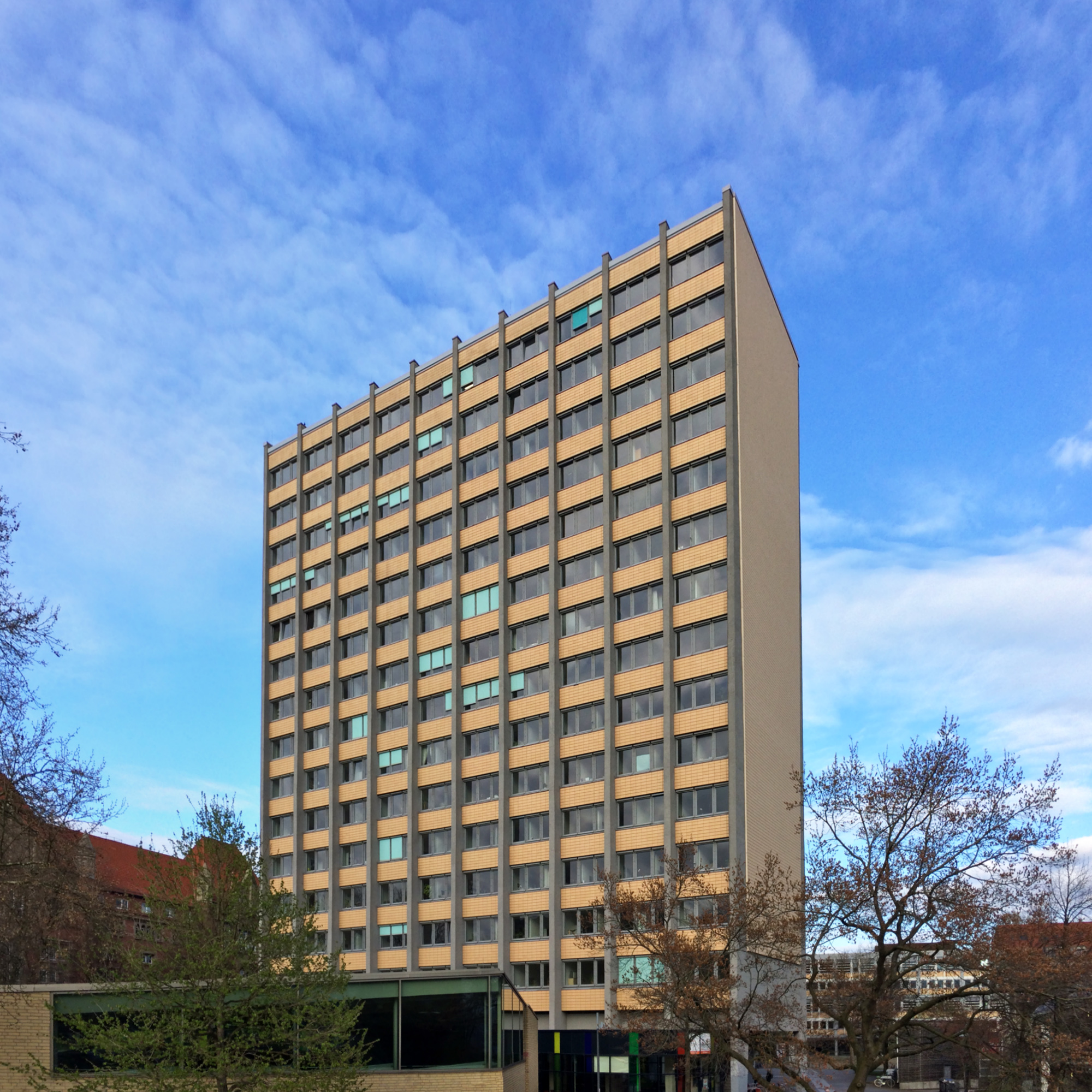
„Phil-Turm“ auf dem Campus, gebaut in den 1960ern

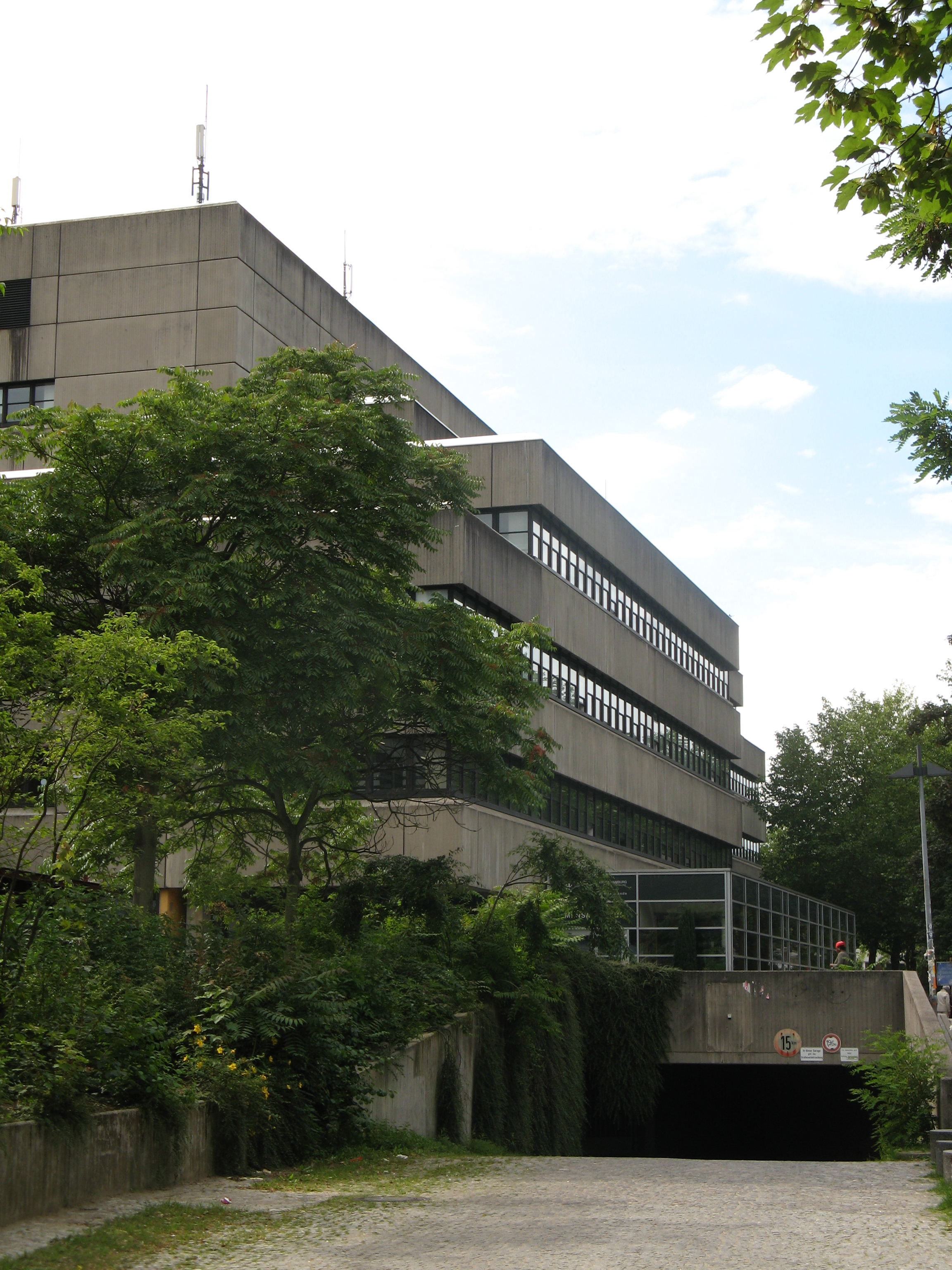
„Wiwi-Bunker“, gebaut in den 1970ern

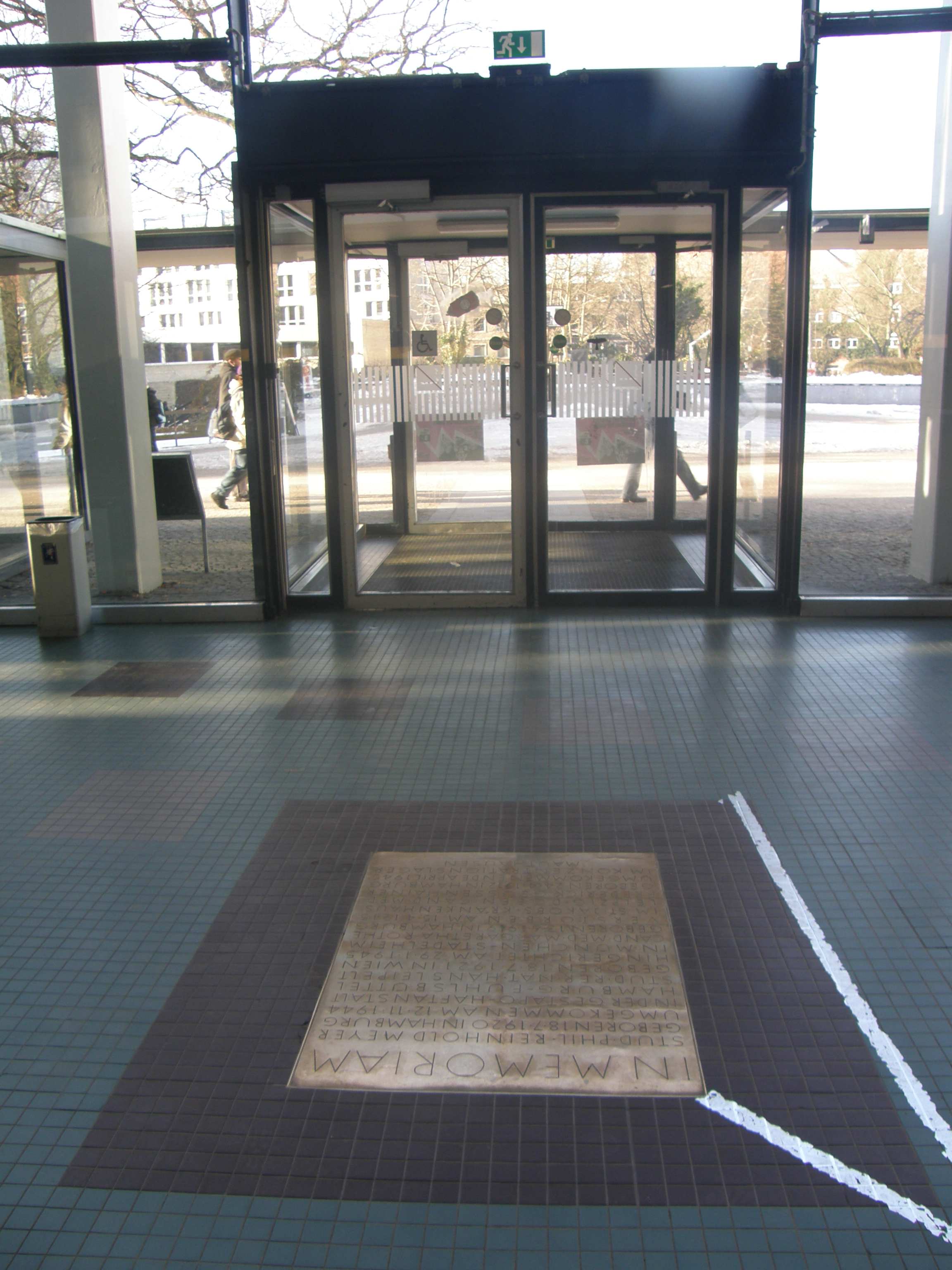
Gedenktafel für die Mitglieder der Weißen Rose Hamburg, errichtet 1971

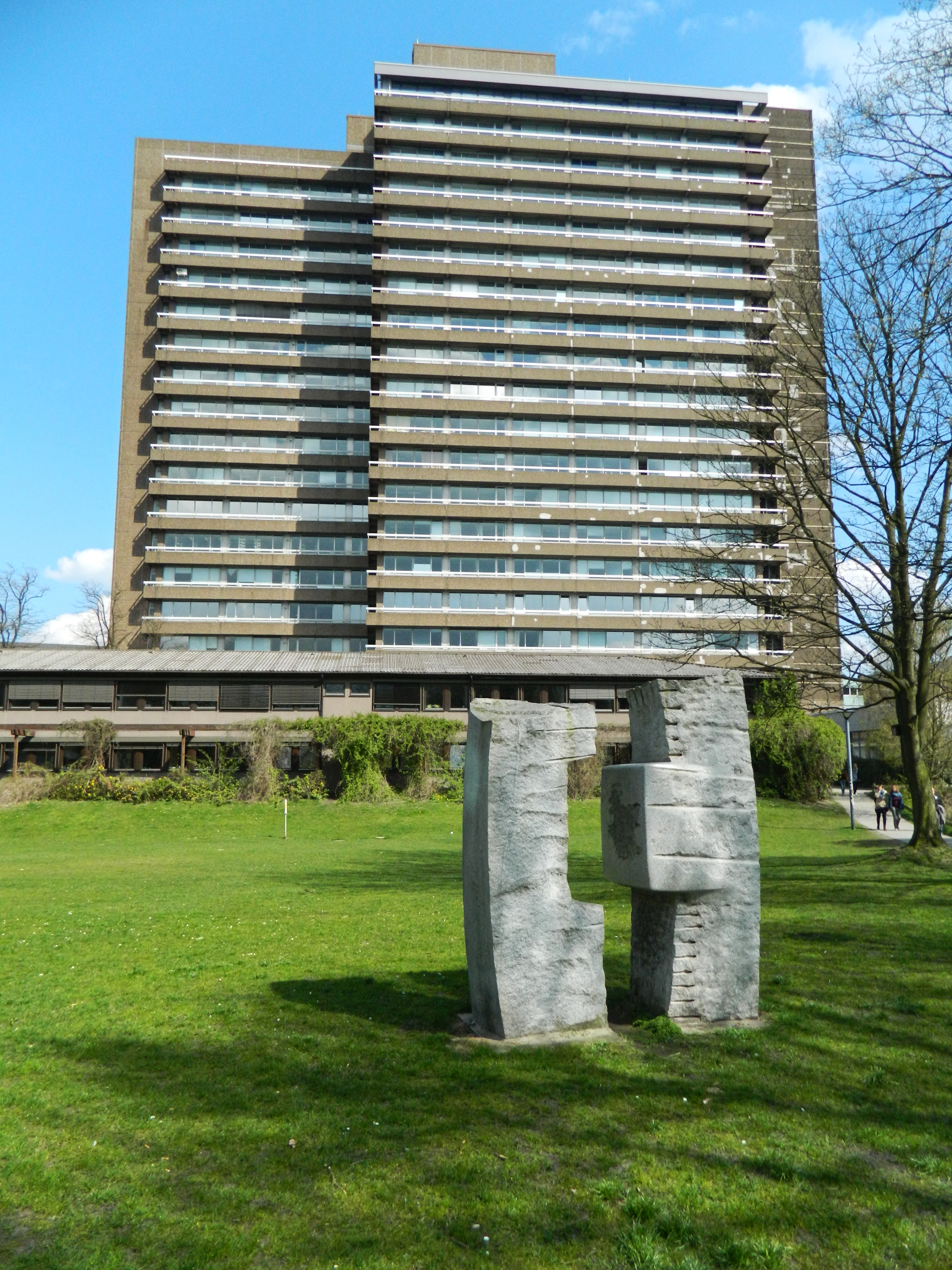
Geomatikum, gebaut in den 1970ern

Als Johannes Bugenhagen 1529 in Hamburg war, um der protestantisch gewordenen Stadt eine neue Schul- und Kirchenordnung zu geben, gründete er im ehemaligen Kloster St. Johannis Hamburgs erste höhere Lehranstalt, die Gelehrtenschule des Johanneums. Aus Anlass der Gründung wurde auch die städtische Bibliothek (von 1479) erneuert.
Wegen des starken Zulaufes zum Johanneum und zur Abwehr der Abwanderung von jungen Leuten an die Gymnasien in Stade und Bremen wurde 1613 das Akademische Gymnasium gegründet, das in zweijährigen Studien auf den Besuch einer Universität vorbereitete. Das Kollegium bestand aus vier, später sechs Professoren. Bekanntester Rektor dieser beiden Institutionen war der geborene Lübecker Arzt Joachim Jungius, der von 1628 bis 1657 in Hamburg wirkte. Danach vernachlässigten Rat und Bürgerschaft jahrhundertelang die öffentliche akademische Bildung in Hamburg. Hamburg war eine Handelsrepublik mit überseewirtschaftlichen Interessen, seine Bildungsbedürfnisse befriedigte das Patriziat selbst über Hauslehrer und private Akademien aus eigener Tasche. Die bedeutendsten Einrichtungen waren die Handelsakademie Hamburg, die 1768 unter maßgeblicher Beteiligung von Johann Georg Büsch gegründet wurde und deren bedeutendster Absolvent Alexander von Humboldt war, sowie die Hamburger Sternwarte von 1801, in der es vorrangig um Navigation ging.
Das modernere Christianeum im benachbarten Altona, von der dänischen Krone stark gefördert, verstärkte ab 1738 den Schwund von Interessenten an den öffentlichen höheren Schulen. 1837 hatte die Gelehrtenschule 125 Zöglinge, das Akademische Gymnasium 18 (Einwohner Hamburgs 1806: 130.000).
Am Ende des 19. Jahrhunderts wurde das glücklose Akademische Gymnasium geschlossen und durch den Senat ein Allgemeines Vorlesungswesen zur Weiterbildung und Verbreitung der Wissenschaft gegründet, das heute noch besteht. Der Lehrkörper bestand aus Gastdozenten und den Direktoren der wissenschaftlichen Anstalten Hamburgs (Chemisches Staatslaboratorium, Physikalisches Staatslaboratorium, Botanischer Garten Hamburg, Laboratorium für Warenkunde). 1900 kam das Institut für Schiffs- und Tropenkrankheiten hinzu. Erst 1910 genehmigte der Senat die ersten beiden öffentlichen höheren Mädchenschulen in Hamburg, nachdem bereits seit 60 Jahren auch Nicht-Protestanten an den höheren Schulen aufgenommen werden konnten.

### Gründungszeit
Anfang des 20. Jahrhunderts strebten vermögende Privatleute die Gründung einer staatlichen Universität an, Anträge an Hamburgs Senat und Bürgerschaft blieben aber ohne Erfolg. Obwohl Werner von Melle sich als Senator und später als Bürgermeister den Zusammenschluss dieser Einrichtungen zu einer Universität zur Lebensaufgabe gemacht hatte, scheiterte dieser Plan in der nach Klassenwahlrecht zusammengesetzten Bürgerschaft. Dort überwogen die Stimmen, die Hamburg auf seine dominierende Rolle als Handelsmetropole beschränkt wissen wollten und sowohl die Kosten einer Universität als auch die gesellschaftlichen Ansprüche ihrer Professoren scheuten. Die Befürworter gründeten die Hamburgische Wissenschaftliche Stiftung 1907 und das Hamburgische Kolonialinstitut 1908. Die erstgenannte Institution unterstützte die Anwerbung von Gelehrten für die Lehrstühle des Allgemeinen Vorlesungswesen und die Finanzierung von Forschungsreisen, das Hamburgische Kolonialinstitut war für alle Bildungs- und Forschungsfragen für alle überseeischen Gebiete zuständig. In demselben Jahr bewilligte die Bürgerschaft einen Bauplatz auf der Moorweide für die Errichtung des von Edmund Siemers gestifteten Vorlesungsgebäudes für das allgemeine Vorlesungswesen. Das Gebäude wurde am 13. Mai 1911 von Siemers an den damaligen Bürgermeister Max Predöhl feierlich übergeben. Heute sind in dem Hauptgebäude und seinen Flügelbauten die Geisteswissenschaftliche Fakultät untergebracht (Dekanat sowie Fachbereich Kulturwissenschaften, Asien-Afrika-Institut) sowie die Arbeitsstelle für Universitätsgeschichte und das Universitätsmuseum. Der Erste Weltkrieg unterbrach die Bemühungen um die Errichtung einer Universität in der Hansestadt.
Nach Kriegsende machte die erste frei gewählte Bürgerschaft 1919 mit Werner von Melle einen der bekanntesten Universitäts-Befürworter zum Senatsmitglied (daselbst zum Ersten Bürgermeister und Hochschulpräses gewählt) und beschloss ein Vorläufiges Gesetz über eine Hamburgische Universität und Volkshochschule; 1921 folgte das erste reguläre Universitätsgesetz. Die Zahl der ordentlichen Hamburger Professuren wurde von 19 auf 39 erhöht. Neben den Staatsinstituten gingen das Kolonialinstitut und das Allgemeine Vorlesungswesen in der Universität auf. Das Allgemeine Krankenhaus Eppendorf wurde hingegen erst im Jahr 1934 zum Universitätskrankenhaus.
1929/30 war Ernst Cassirer in Hamburg einer der ersten jüdischen Rektoren in Deutschland.

### Weimarer Republik
In der Weimarer Republik erlebte die Universität ihre erste Blüte. Mehrere tausend Studenten waren ständig an den vier Fakultäten eingeschrieben, Gelehrte wie Albrecht Mendelssohn Bartholdy, Aby Warburg und Ernst Cassirer kamen an die aufstrebende Universität. Die Zahl der ordentlichen Professoren wuchs bis 1931 auf 75. Weil besonders Studenten unter der schlechten Wirtschaftslage zu leiden hatten, die in der Republik zu jener Zeit herrschte, wurde 1922 der Verein Hamburger Studentenhilfe gegründet. Der Verein eröffnete im Herbst in der Elsässer Straße in Dulsberg das erste Studentenwohnheim in Hamburg und im Sommer des darauffolgenden Jahres in der Rentzelstraße die erste Mensa der Stadt.

### Nationalsozialismus
In den Jahren nach der nationalsozialistischen Machtübernahme wurden 66 Hochschullehrerinnen und Hochschullehrer (21,4 % des Lehrkörpers) aus politischen Gründen vertrieben, darunter prominente Wissenschaftler wie Ernst Cassirer, Erwin Panofsky, William Stern und der spätere Nobelpreisträger Otto Stern. Die meisten Betroffenen waren Juden oder Wissenschaftler jüdischer Herkunft. Die Philologin Agathe Lasch wurde Opfer des Holocaust. Die Juristen Kurt Perels und Gerhard Lassar sowie der Dermatologe Ernst Delbanco begingen Suizid.
Bereits am 1. Mai 1933 – keine zwei Monate nach der Reichstagswahl März 1933 – bekannte sich die Hamburgische Universität (später „Hansische Universität“) in einer Festveranstaltung zu Adolf Hitler als ihrem Führer. Als Prorektor begrüßte Ludolph Brauer die „große deutsche nationale Erhebung“. Massive politische Einflussnahme führte auch in Hamburg zur Entfernung von Büchern unliebsamer Autoren aus den Bibliotheken und zu Schikanen gegen vermeintliche Gegner des Volkes.
Mindestens zehn Studenten wurden der Zusammenarbeit mit der Weißen Rose Hamburg verdächtigt und festgenommen, vier von ihnen starben: der Chemiestudent Hans Conrad Leipelt wurde am 29. Januar 1945 in München-Stadelheim mit dem Fallbeil hingerichtet, der Medizinstudent Frederick Geussenhainer verhungerte im April 1945 im KZ Mauthausen, der Philosophiestudent Reinhold Meyer wurde am 12. November 1944 im KZ Fuhlsbüttel ermordet und die Medizinstudentin Margaretha Rothe starb am 15. April 1945 in einem Krankenhaus in Leipzig an den Folgen der Haft. Im Foyer des Audimax wurde 1971 eine von Fritz Fleer gestaltete Gedenkplatte zur Erinnerung an die vier Widerstandskämpfer in den Boden eingelassen.

### Unmittelbare Nachkriegszeit
In der unmittelbaren Nachkriegszeit, im Sommersemester 1945, blieb die Hamburger Universität geschlossen. Im Wintersemester 1945/46 wurde sie als Universität Hamburg wiedereröffnet.
Am 15. Mai 1945, noch vor der Wiedereröffnung, bildete sich eine aus etwa 20 Studenten bestehende Vertretung. Im August 1945 wurde diese von der Britischen Besatzungsmacht anerkannt. Die Besatzungsmacht erteilte zugleich den Auftrag, demokratische Wahlen zu der Vertretung vorzubereiten. Gewählt wurde in Hamburg Ende des Jahres 1946. Die erste gewählte studentische Vertretung nannte sich Zentralausschuss der Studentenvereinigungen in Hamburg beziehungsweise Zentralausschuß der Hamburger Studentenschaft. Im Frühjahr 1947 wurde der Name Allgemeiner Studenten-Ausschuss (AStA) der Universität Hamburg angenommen.
Im ersten Nachkriegssemester 1945/46 waren insgesamt 2872 Studenten immatrikuliert.
601 (20,92 %) Studenten hatten eine Zulassung an der Philosophischen, 952 (33,14 %) an der Medizinischen und 812 (28,27 %) an der Rechts- und Staatswissenschaftlichen Fakultät erhalten. Geringere Zulassungszahlen als die Philosophische wies im genannten Semester allein die Mathematisch-Naturwissenschaftliche Fakultät mit 506 (17,61 %) Studenten auf.

### Bundesrepublik
Zu den vier Gründungsfakultäten (Rechts- und Staatswissenschaften, Medizin, Philosophie und Naturwissenschaften) kamen 1954 die (evangelische) Theologische Fakultät und (durch Abspaltung von der Fakultät für Rechts- und Staatswissenschaften) die Fakultät für Wirtschafts- und Sozialwissenschaften hinzu. Ende der 1950er- und Anfang der 1960er-Jahre wurden das Auditorium maximum (Audimax) und der Philosophenturm (Phil-Turm) am Von-Melle-Park eingeweiht, die Botanischen Institute und der Loki-Schmidt-Garten wurden nach Klein Flottbek verlegt. Mit dem Studenten-Boom der 1970er-Jahre kamen das Geomatikum, die Gebäude am Martin-Luther-King-Platz sowie das Gebäude der Wirtschaftswissenschaften (der Wiwi-Bunker) und andere bis heute markante Bauwerke hinzu. Dennoch reichte der Platz am Hauptcampus nicht aus und so nutzt die Universität heute Liegenschaften im gesamten Hamburger Stadtgebiet. In den Jahren 1998 und 2002 wurden die vom Ehepaar Hannelore und Helmut Greve gestifteten Flügelbauten am Hauptgebäude der Universität an der Edmund-Siemers-Allee bezogen. Weitere Einrichtungen der Universität befinden sich in anderen Stadtteilen; das Universitätsklinikum in Eppendorf, der Loki-Schmidt-Garten und das Institut für Pflanzenwissenschaften und Mikrobiologie (IPM) in Flottbek, das Institut für marine Ökosystem- und Fischereiwissenschaften (IMF) in Altona in der Nähe von Hafen und Elbe, die Sternwarte in Bergedorf und einige Physikalische Institute in Bahrenfeld, wo auch das Deutsche Elektronensynchrotron (DESY) arbeitet. Seit 1994 ist die Informatik in Stellingen zusammengefasst (Informatikum).

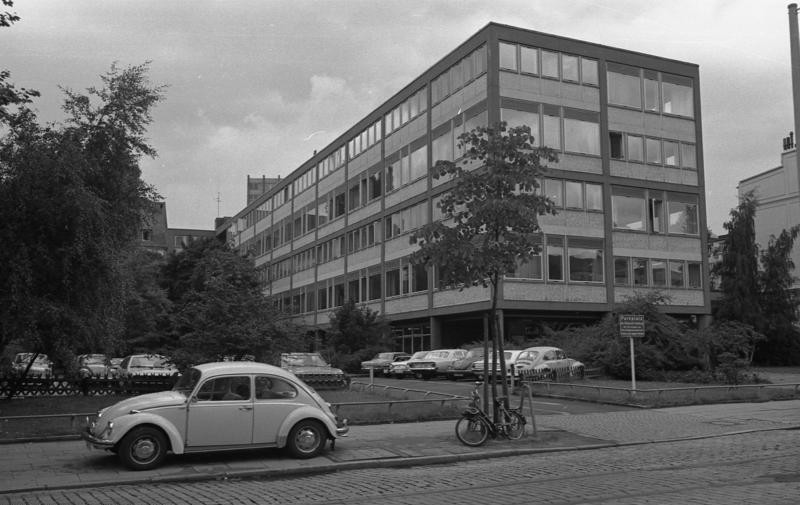
Haus der Rechtswissenschaften (Rechtshaus) von Gustav Hassenpflug, Ansicht von der Rothenbaumchaussee 1975

1967 kam es im Zuge der 68er-Bewegung auch an der Universität Hamburg zu Studentenprotesten. Die Aktion Unter den Talaren – Muff von 1000 Jahren machte bundesweit Schlagzeilen. Auch an dieser Universität kam zur Bildung einer außerparlamentarischen Opposition unter Mitwirkung des SDS. In der Nacht vom 31. Oktober zum 1. November 1968 stürzten Studierende der Universität Hamburg zwei Denkmäler vor dem Hauptgebäude der Universität. Bei den vom Sockel Gestürzten handelte sich um die beiden Kolonialoffiziere Hermann von Wissmann und Hans Dominik. 1969 verabschiedete die Bürgerschaft ein neues Universitätsgesetz, das die Fakultäten auflöste und durch 15 Fachbereiche ersetzte. Damit wurde der Übergang von der traditionellen Ordinarienuniversität zu einer reformierten Gruppenuniversität eingeleitet. Die Selbstverwaltung der Universität wurde gestärkt, die Drittelparität von Studenten und Mitarbeitern gesetzlich verankert. Das Amt des Rektors wurde abgeschafft und durch das Amt des Präsidenten ersetzt. Im Hochschulgesetz von 1979 wurden Teile dieser Reformen auf richterliche Weisung wieder rückgängig gemacht.
Die Zahl der Fachbereiche war bis auf 19 angewachsen, als der Fachbereich Rechtswissenschaft I (klassische Ausbildung) und der 1974 gegründete Fachbereich Rechtswissenschaft II (sog. Einstufige Ausbildung) ab dem 1. April 1998 zum gemeinsamen Fachbereich Rechtswissenschaft (FB 02) zusammengeführt wurden. Seither gab es keinen Fachbereich mit der Nummer 17 mehr.
Seit Mitte der 1990er-Jahre wurde der Etat der Universität regelmäßig gekürzt, gleichzeitig wurden Maßnahmen zur Verringerung der durchschnittlichen Studiendauer und zur Verringerung der Abbrecherquote gesucht. Anstrengungen zur Harmonisierung der europäischen Hochschullandschaft (Bologna-Prozess) erforderten zusätzliche Strukturmaßnahmen sowohl an der Verwaltung als auch an den Studienordnungen. Der Reform- und Sparprozess dauert bis heute an.

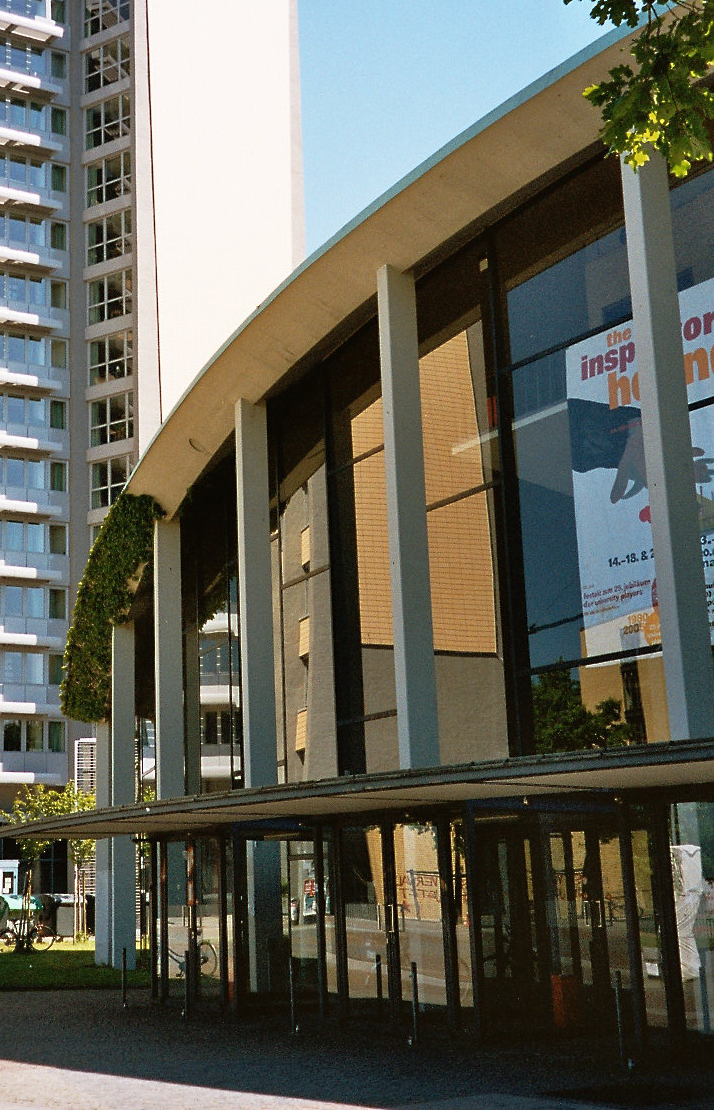
Audimax (2005)

2002 schlug die Dohnanyi-Kommission unter der Leitung des ehemaligen Hamburger Bürgermeisters Klaus von Dohnanyi (SPD) im Auftrag des Hamburger Senats (CDU-FDP-Schill) massive Veränderungen an Hochschulstruktur und -verwaltung vor.
Als Folge der von dieser Kommission erarbeiteten Empfehlungen wurde am 1. April 2005 die Hamburger Universität für Wirtschaft und Politik (HWP) gegen den Willen der beiden beteiligten Universitäten per Gesetz zu einem Teil der Universität Hamburg gemacht. Die bisherigen 17 Fachbereiche und die HWP wurden zu sieben Fakultäten zusammengefasst.
Im Oktober 2012 beschloss das Präsidium der Universität, bis auf weiteres nicht mehr an nationalen oder internationalen Vergleichen mit anderen Universitäten teilzunehmen. Begründet wurde diese Entscheidung damit, dass der Aufwand der Universität zur Bearbeitung der steigenden Anzahl an Umfragen und Rankings massiv zunehmen würde und personelle Kapazitäten binden würde.
Das 100-jährige Bestehen, 2019, beging die Universität u. a. mit einer mehrsemestrigen Vorlesungsreihe zur eigenen Geschichte, welche von der Arbeitsstelle für Universitätsgeschichte organisiert wurde.
Jüdische Vergangenheit des Universitätsviertels

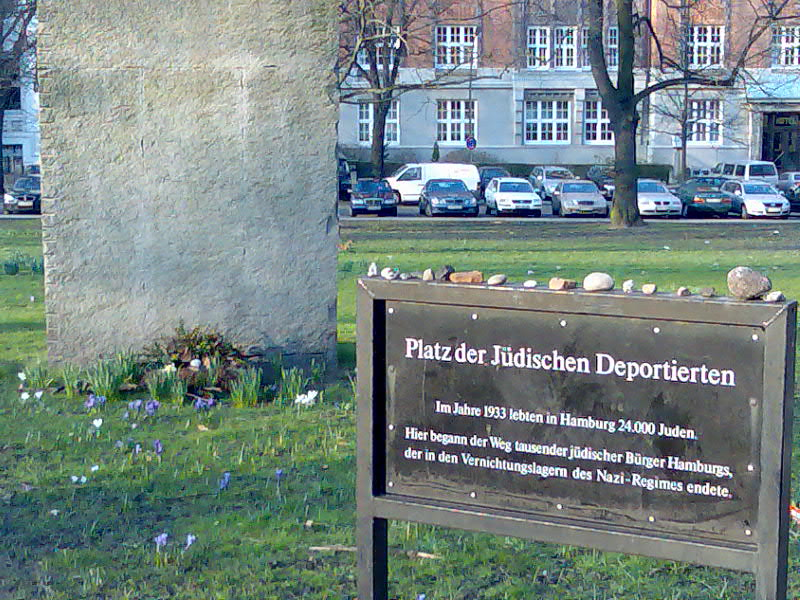
Platz der jüdischen Deportierten zwischen dem Westflügel der Universität und der Staatsbibliothek

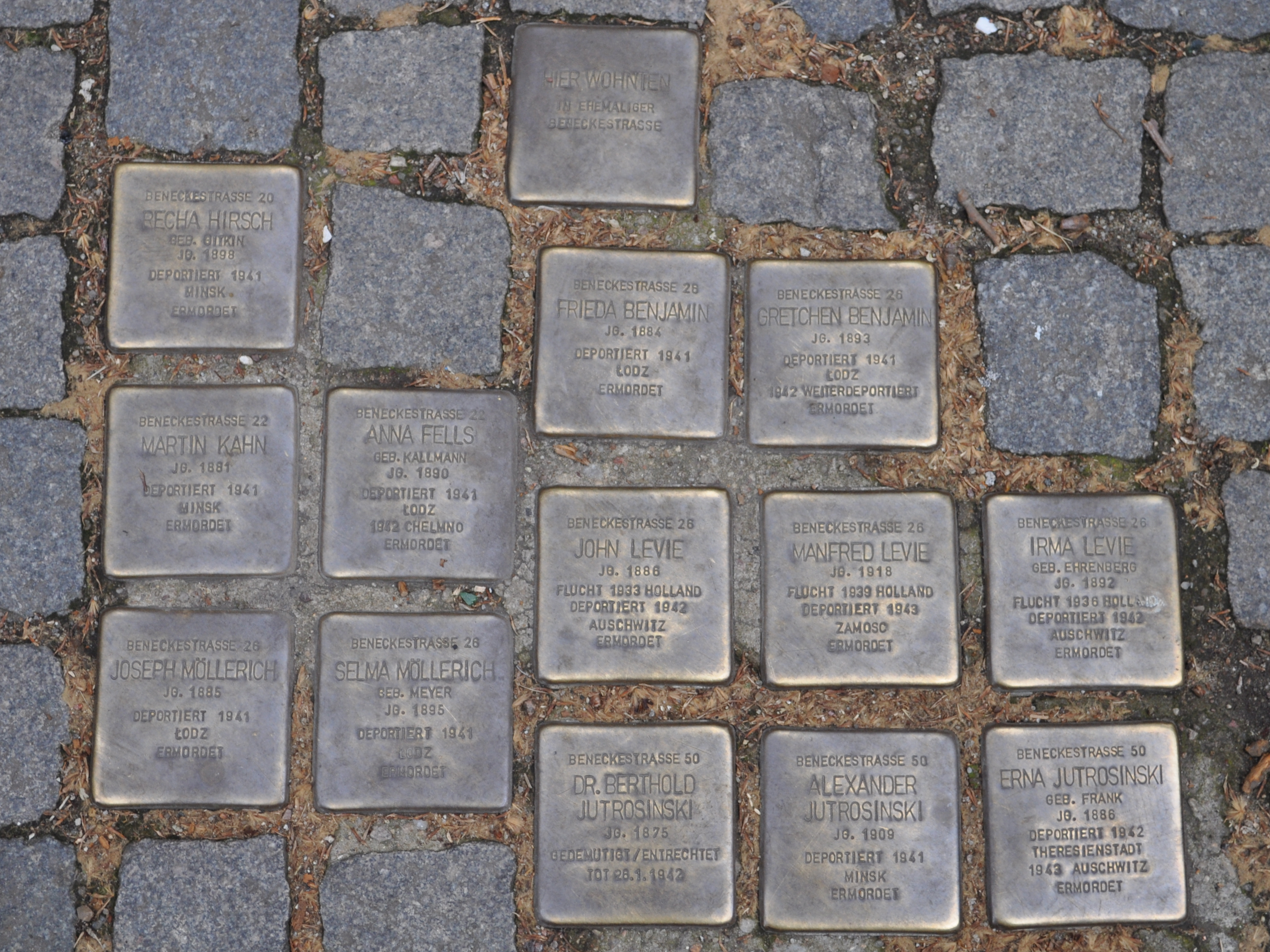
Stolpersteine für Bewohner der ehemaligen Beneckestraße

Die Universität liegt großenteils geographisch im früheren und heutigen Zentrum jüdischen Lebens der Stadt, dem Stadtviertel Grindel im Bezirk Eimsbüttel. Am Rande des heutigen Campus der Universität stand bis 1939 die während der Reichspogromnacht zerstörte Bornplatzsynagoge.
Auf dem früheren Standort der Bornplatzsynagoge wurde 1988 zum 50. Jahrestag der Reichspogromnacht mit Granitsteinen das frühere Deckengewölbe der Synagoge im Originalmaßstab im Boden nachgebildet. Der von Margrit Kahl gemeinsam mit Bernhard Hirche gestaltete Platz bekam den Namen des letzten Hamburger Oberrabbiners vor dem Kriege Joseph Carlebach, der 1941 mit seiner Gemeinde deportiert und 1942 umgebracht wurde.
2003, am 120. Geburtstag Carlebachs, stiftete die Universität Hamburg den Joseph-Carlebach-Preis, der seit dem Jahre 2004 alle zwei Jahre verliehen wird. Der Preis wird für herausragende wissenschaftliche Beiträge aus dem Hamburger Raum zur jüdischen Geschichte, Religion und Kultur, an junge Nachwuchswissenschaftler vergeben.
Am Institut für Germanistik der Universität kann die Jiddische Sprache studiert werden.

## Forschung

### Fakultäten
Die Universität Hamburg ist in acht Fakultäten gegliedert.
| Fakultät für Rechtswissenschaft - Rechtswissenschaft | Fakultät für Wirtschafts- und Sozialwissenschaften - Fachbereich Sozialökonomie - Fachbereich Sozialwissenschaften - Fachbereich Volkswirtschaftslehre (VWL) | Medizinische Fakultät - Medizin | Fakultät für Erziehungswissenschaft - Fachbereich Allgemeine, Interkulturelle und International Vergleichende Erziehungswissenschaft sowie Pädagogische Psychologie - Fachbereich Schul- und Grundschulpädagogik, Sozialpädagogik sowie Pädagogik bei Behinderung und Benachteiligung - Fachbereich Berufliche Bildung und Lebenslanges Lernen - Fachbereich Didaktik der sprachlichen und ästhetischen Fächer - Fachbereich Didaktik der gesellschaftswissenschaftlichen und mathematisch-naturwissenschaftlichen Fächer | Fakultät für Geisteswissenschaften - Fachbereich Evangelische Theologie - Fachbereich Sprache, Literatur und Medien (SLM I und SLM II) - Fachbereich Geschichte - Fachbereich Philosophie - Fachbereich Kulturwissenschaften - Asien-Afrika-Institut - Fachbereich Religionen | Fakultät für Mathematik, Informatik und Naturwissenschaften - Fachbereich Biologie - Fachbereich Chemie - Fachbereich Erdsystemwissenschaften - Fachbereich Informatik - Fachbereich Mathematik - Fachbereich Physik - Zentrum für Bioinformatik - Carl Friedrich von Weizsäcker-Zentrum für Naturwissenschaft und Friedensforschung (fakultätsübergreifende Einrichtung) | Fakultät für Psychologie und Bewegungswissenschaft - Institut für Psychologie - Institut für Bewegungswissenschaft | Fakultät für Betriebswirtschaft - Betriebswirtschaft |

### Wissenschaftliche Persönlichkeiten
| Name                          | Fachgebiet                                                                   |           | Bedeutung |
| ----------------------------- | ---------------------------------------------------------------------------- | --------- | --- |
| Wolfgang O. Abel              | Botanik                                                                      | * 1932    | Ordinarius für Allgemeine Botanik und Genetik |
| Emil Artin                    | Mathematik (Algebra)                                                         | 1898–1962 | Mitbegründer der modernen Algebra |
| Carl Heinrich Becker          | Orientalistik                                                                | 1876–1933 | 1925–1930 preußischer Kultusminister (parteilos) |
| Hans Blumenberg               | Philosophie                                                                  | 1920–1996 | Verfasser bedeutender Werke zur Philosophiegeschichte |
| Hans Peter Bull               | Verwaltungsrecht                                                             | 1936      | Erster Bundesbeauftragter für den Datenschutz; Innenminister in Schleswig-Holstein (1988–1995) |
| Ernst Cassirer                | Philosophie                                                                  | 1874–1945 | Kulturphilosophisches Hauptwerk: Philosophie der symbolischen Formen |
| Lothar Collatz                | Mathematik                                                                   | 1910–1990 | Bedeutender Numerischer Mathematiker; Collatz-Problem; mehrfacher Ehrendoktor |
| Ralf Gustav Dahrendorf        | Soziologie an der Akademie für Gemeinwirtschaft (später Universität Hamburg) | 1929–2009 | Deutsch-britischer Soziologe, Politiker und Publizist |
| Otto Dempwolff                | Indonesische und Südseesprachen                                              | 1871–1938 | Sprachwissenschaftler: Erforschung afrikanischer Sprachen |
| Peter Drucker                 | Volkswirtschaft                                                              | 1909–2005 | Pionier der modernen Managementlehre, Träger der Presidential Medal of Freedom; Student in Hamburg (1920er Jahre)                                                                                                 |
| Ernst Effenberger             | Medizin                                                                      | 1916–1989 | ordentlicher Professor für Hygiene |
| Fritz Fischer                 | Geschichte                                                                   | 1908–1999 | Forschungen über die deutsche Politik im Ersten Weltkrieg; Auslöser der Fischer-Kontroverse |
| Otfried Fischer               | Betriebswirtschaftslehre                                                     | 1920      | Ordinarius, Direktor des Instituts für Geld- und Kapitalverkehr |
| Constantin Floros             | Musikwissenschaft                                                            | 1930      | Bedeutender Musikwissenschaftler zur Musik des Mittelalters und des 18. bis 20. Jahrhunderts |
| Herbert Gardemin              | Orthopädie                                                                   | 1904–1968 | Dekan der Medizinischen Fakultät |
| Erich Hecke                   | Mathematik                                                                   | 1887–1947 | Bedeutender Zahlentheoretiker (algebraische Zahlentheorie, Theorie der Modulformen) |
| Klaus Hasselmann              | Klimaforschung, Meteorologie, Ozeanologie                                    | 1931      | Physik-Nobelpreisträger 2021 |
| Wolfgang Hoffmann-Riem        | Rechtswissenschaft                                                           | 1940      | Bundesverfassungsrichter 1999–2008 |
| Karl Horatz                   | Anaesthesiologie                                                             | 1913–1996 | Erster Lehrstuhlinhaber für Anaesthesiologie in Deutschland |
| Alfons Maria Jakob            | Medizin                                                                      | 1884–1931 | Entdecker der Creutzfeldt-Jakob-Krankheit |
| J. Hans D. Jensen             | Physik                                                                       | 1907–1973 | Physik-Nobelpreisträger 1963 |
| Pascual Jordan                | Physik                                                                       | 1902–1980 | bedeutender theoretischer Physiker, Mitbegründer der Quantenmechanik und der Quantenfeldtheorie |
| Dieter Jung                   | Mineralogie                                                                  | * 1927    | Ordinarius und Direktor des Mineralogisch-Petrographischen Instituts in der Grindelallee |
| Walter Kaminsky               | Chemie                                                                       | 1941–2024 | Chemiker, Entwickler von Kaminsky-Katalysatoren und dem Hamburger Verfahren zum Recycling von Kunststoffen |
| Hans Adolf Krebs              | Medizin                                                                      | 1900–1981 | Medizin-Nobelpreisträger 1953 |
| Hermann Kümmell               | Chirurgie                                                                    | 1852–1937 | Pionier der Röntgendiagnostik |
| Agathe Lasch                  | Germanistik                                                                  | 1879–1942 | Erste Professorin an der Universität Hamburg, erste Professorin für Germanistik in Deutschland, Begründerin der Erforschung der mittelniederdeutschen Sprache                                                     |
| Rahel Liebeschütz-Plaut       | Medizin                                                                      | 1894–1993 | 1923 die erste habilitierte Ärztin der Medizinischen Fakultät der Universität Hamburg und die dritte habilitierte Ärztin in Deutschland                                                                           |
| Johannes Lindner              | Medizin                                                                      | 1923–     | Pathologe, ab 1973 Ordinarius, erhielt mehrere Wissenschaftspreise und Ehrungen |
| Martha Muchow                 | Psychologie, Pädagogik                                                       | 1892–1933 | Entscheidend an der Entwicklung des universitären Lehramtsstudiums beteiligt |
| Bernhard Nocht                | Medizin                                                                      | 1857–1945 | Gründer des Bernhard-Nocht-Institut für Tropenmedizin |
| Gerhard Oberbeck              | Geographie                                                                   | * 1925    | ab 1966 Ordinarius für Geographie und Wirtschaftsgeographie, unter anderem Vorsitzender der Geographische Gesellschaft in Hamburg und ab 1981 Präsident der Akademie für Raumforschung und Landesplanung Hannover |
| Erwin Panofsky                | Kunstgeschichte                                                              | 1892–1968 | Einer der bedeutendsten Kunsthistoriker des 20. Jahrhunderts; Begründer der Ikonologie |
| Wolfgang Pauli                | Physik                                                                       | 1900–1958 | Physik-Nobelpreisträger 1945 |
| Jan Philipp Reemtsma          | Germanistik                                                                  | 1952      | Stifter und Vorstand des Hamburger Instituts für Sozialforschung (HIS) |
| Margaretha Rothe              | Medizin                                                                      | 1919-1945 | Mitglied in der Widerstandsbewegung Weiße Rose Hamburg gegen das nationalsozialistische Regime |
| Theodor Rumpf                 | Innere Medizin                                                               | 1851–1934 | 1892 Direktor des UKE |
| Helmut Schelsky               | Soziologie                                                                   | 1912–1984 | Einer der einflussreichsten Soziologen der westdeutschen Nachkriegszeit bis Ende der 1960er Jahre |
| Karl Schiller                 | Volkswirtschaft                                                              | 1911–1994 | ehem. Bundesminister für Wirtschaft und Finanzen |
| Hasso Scholz                  | Pharmakologie                                                                | 1937      | Mitglied der Leopoldina |
| Eberhard Schorsch             | Sexualwissenschaft                                                           | 1935–1991 | Arzt, Psychiater und Sexualforscher. Vorsitz der Deutschen Gesellschaft für Sexualforschung von 1982 bis 1985 |
| Magdalene Schoch              | Rechtswissenschaft                                                           | 1897–1987 | Erste habilitierte Juristin Deutschlands |
| Dietrich Schwanitz            | Anglistik, Literaturwissenschaften                                           | 1940–2004 | Autor des 1995 veröffentlichten und später verfilmten Romans Der Campus |
| Anna Siemsen                  | Pädagogik                                                                    | 1882-1951 | Pädagogin, Politikerin, Pazifistin |
| Bruno Snell                   | Klassische Philologie                                                        | 1896–1992 | 1944 Gründer des Thesaurus Linguae Graecae, 1947 Mitbegründer der Jungius-Gesellschaft, 1951–1953 Rektor der Universität                                                                                          |
| Hans Steinhart                | Agrarwissenschaft, Biochemie,                                                | 1940      | Langjähriger geschäftsführender Direktor des Instituts für Lebensmittelchemie der Universität Hamburg und Träger des Bundesverdienstkreuzes erster Klasse                                                         |
| Otto Stern                    | Physik                                                                       | 1888–1969 | Physik-Nobelpreisträger 1943 |
| William Stern                 | Psychologie                                                                  | 1871–1938 | Begründer der Differenziellen Psychologie und Erfinder des Intelligenzquotienten |
| Thomas Straubhaar             | Volkswirtschaftslehre                                                        | 1957      | Direktor des Hamburger WeltwirtschaftsInstituts, Botschafter der Initiative Neue soziale Marktwirtschaft |
| Paul Theisen                  | Betriebswirtschaftslehre                                                     | 1929      | ordentlicher Professor, insbesondere Handelsbetriebslehre und Marketing |
| Werner Thieme                 | Verwaltungsrecht und Verwaltungswissenschaft                                 | 1923–2016 | Verfassungsrichter im Saarland und in Hamburg |
| Hermann Arthur Thost          | HNO-Heilkunde                                                                | 1854–1937 | Erster Direktor der HNO-Klinik |
| Friedemann Schulz von Thun    | Psychologie und Kommunikationswissenschaft                                   | 1944      | Kommunikationsquadrat, Inneres Team, Schulz von Thun-Institut für Kommunikation |
| John von Neumann              | Mathematik                                                                   | 1903–1957 | Mathematiker, bedeutende Arbeiten zur Quantenmechanik und zur Spieltheorie |
| Ida Valeton                   | Geologie                                                                     | 1922–2016 | Bedeutende Bauxitforscherin |
| Aby Warburg                   | Kunstgeschichte                                                              | 1866–1929 | Gründer des Warburg Institute |
| Carl Friedrich von Weizsäcker | Physik, Philosophie                                                          | 1912–2007 | Atomphysiker und Friedensforscher |
| Emil Wolff                    | Anglistik                                                                    | 1879–1952 | Von der Britischen Besatzungsmacht nach dem Ende des Nationalsozialismus zum Rektor der Universität ernannt |
| Egmont Zechlin                | Geschichte und Journalistik                                                  | 1896–1992 | 1947–1967 in Hamburg, Gründungsdirektor des Hans-Bredow-Institutes ab 1950 |
| Max August Zorn               | Mathematik (Algebra, Mengenlehre)                                            | 1906–1993 | Lemma von Zorn |

### Weitere Hochschullehrer
Siehe: Kategorie:Hochschullehrer (Universität Hamburg)

### Forschungskooperationen
Die Abteilung Lebensmittelallergien des Instituts für Lebensmittelchemie kooperiert mit dem UKE, um die Analytik von Allergenen mittels ELISA mit Probandenstudien zu verknüpfen.

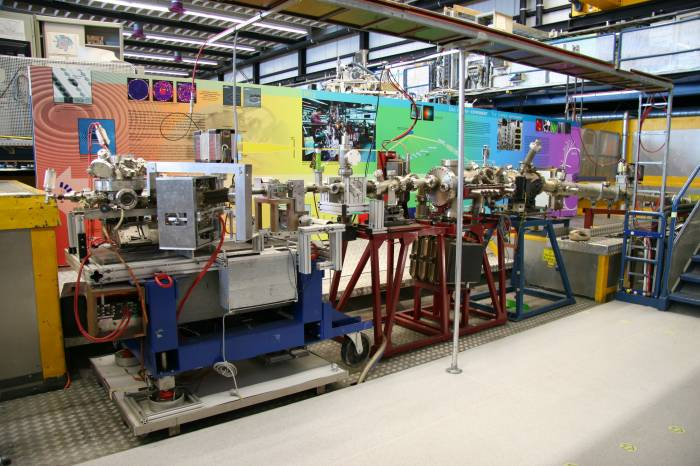
Messplatz für Synchrotronstrahlung FLIPPER am HASYLAB

Die Max-Planck-Arbeitsgruppen für strukturelle Molekularbiologie wurden 1985 gegründet um die am Deutschen Elektronensynchrotron (DESY) vorhandene Synchrotronstrahlung für die Untersuchung der Struktur und Dynamik von Biomolekülen einzusetzen. Es besteht eine enge Zusammenarbeit mit dem Hamburger Synchrotronstrahlungslabor (HASYLAB) und der Hamburger Außenstation des Europäischen Molekularbiologielabors (EMBL), sowie den Max-Planck-Instituten für molekulare Genetik (Berlin), Biochemie (München), und medizinische Forschung (Heidelberg).
Die Arbeitsgruppen „Proteindynamik“ und „Zytoskelett“ sind Außenstationen des Max-Planck-Instituts für Biochemie bzw. medizinische Forschung, die Arbeitsgruppe Ribosomenstruktur ist seit 1991 verselbständigt.
Gemeinsam mit dem Universitätsklinikum Hamburg-Eppendorf unterhält die Universität Hamburg das Hamburg Center for Health Economics (HCHE), ein 2010 gegründetes gesundheitsökonomisches Forschungszentrum. Dort wird unter anderem ein Masterstudiengang Health Economics & Health Care Management angeboten.

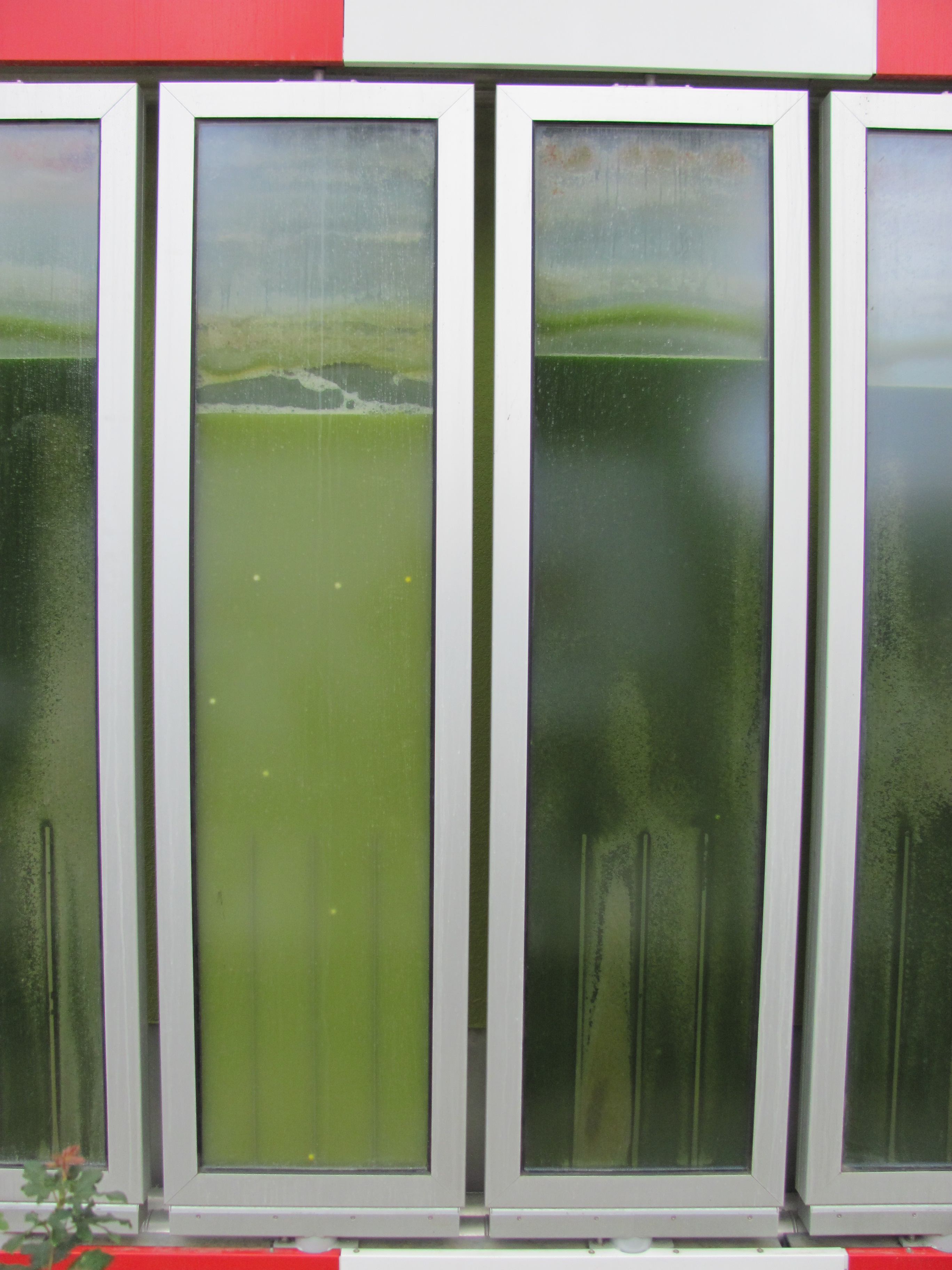
Mikroalgen in Fassadenteile integriert auf der IBA Hamburg

Am Institut für Pflanzenwissenschaften und Mikrobiologie wird an Algenbioreaktoren geforscht, die Kohlendioxid fixieren, in Hausfassaden integrierbar sind und deren Endprodukte als Biokraftstoff oder Nahrungsergänzungsmittel Verwendung finden. Im Stadtteil Reitbrook steht zudem eine Pilotanlage des Energieversorgers E.ON. Die Microalgae and Zygnematophyceae Collection Hamburg (MZCH) enthält über 550 Stämme an Mikroalgen darunter zahlreiche gefährdete Arten.
Das BIOGUM mit dem Forschungsschwerpunkt Biotechnik, Gesellschaft und Umwelt dessen Aufgabe die Technikfolgenabschätzung u. a. im Bereich der Gentechnik war, wurde auf Beschluss des Präsidiums Ende 2016 geschlossen.
Die Abteilung für Massenspektrometrie des Fachbereichs Chemie unterstützt die freie Software OpenChrom, welche aus einem Startup hervorging und im Rahmen des EXIST Programms gefördert wurde. Im Rahmen des Netzwerks Computerchemie in Hamburg erfolgt ein Erfahrungsaustausch und es werden Nachwuchswissenschaftlerkonferenzen organisiert. Die erfolgreiche Ausgründung wurde durch die Universität Hamburg gezielt gefördert.
Das Thünen-Institut kooperiert im Rahmen des Kompetenzzentrum Holzherkünfte mit der Universität Hamburg. Ziel der Holzwirtschaftler ist es Handelsbetrug und unlauteren Wettbewerb (etwa Einsatz von Tropenholz aus Raubbau) durch Verbesserung der klassischen Pyrolyse-GC-MS oder etwa moderner Bioanalytik entgegenzuwirken. Nach einer Sparmaßnahme der Universität um das Defizit am Fachbereich Biologie auszugleichen, bleibt das renommierte Institut für Holzwissenschaften in Lohbrügge samt Kooperationspartner bestehen, jedoch kam es zu einem starken Personalabbau, bei dem drei Lehrstühle aufgelöst wurden.
Der Arbeitskreis Anorganische Festkörperchemie/Materialwissenschaft beschäftigt sich mit der Weiterentwicklung von Hydridspeichern und Lithiumbatterien. Im Institut für Physikalische Chemie werden Nanomaterialien für moderne Solarzellen entwickelt.
Forschungsschwerpunkt des Instituts für Lebensmittelchemie ist der Schutz der Verbraucher vor unlauterem Wettbewerb, wie etwa die Unterscheidung von Marzipan/Persipan mittels Polymerase-Kettenreaktion, Weizen/Dinkel mittels Real Time Quantitative PCR oder die Herkunftsbestimmung von Spargel mittels ICP-MS.
Am interdisziplinären Zentrum für strukturelle Systembiologie (CSSB) werden Strukturen von Krankheitserregern aufgeklärt. Die so gewonnenen Erkenntnisse sollen die Entwicklung neuer Heilmethoden und Medikamente ermöglichen.

### Sonderforschungsbereiche
In Hamburg sind zurzeit acht Sonderforschungsbereiche (SFB) angesiedelt, hinzu kommen neun Beteiligungen. Es handelt sich um langfristige DFG-geförderte Forschungsprojekte.
- SFB / Transregio 333: Braunes und beiges Fett – Organinteraktionen, Signalwege und Energiehaushalt (BATenergy)
- SFB / Transregio 289: Der Einfluss von Erwartung auf die Wirksamkeit medizinischer Behandlungen
- SFB 1328: Adenine Nucleotides in Immunity and Inflammation
- SFB / Transregio 181: Energietransfer in der Atmosphäre und im Ozean
- SFB 1192: Immunvermittelte glomeruläre Erkrankungen – Grundlagen und klinische Auswirkungen
- SFB / Transregio 169: Crossmodales Lernen: Adaptivität, Prädiktion und Interaktion
- SFB 936: Multi-Site Communication in the Brain – Funktionelle Kopplung neuronaler Aktivität im ZNS
- SFB 925: Lichtinduzierte Dynamik und Kontrolle korrelierter Quantensysteme[52]
- [53]

### Exzellenzcluster
Seit 2019 werden vier Exzellenzcluster der Universität von der Deutschen Forschungsgemeinschaft gefördert:
- CUI: Advanced Imaging of Matter (Photonen- und Nanowissenschaften)
- Climate, Climatic Change, and Society (CLICCS) (Klimaforschung)
- Understanding Written Artefacts (Manuskriptforschung)
- Quantum Universe (Mathematik, Teilchenphysik, Astrophysik, Kosmologie)

### An-Institute
An-Institute der Universität Hamburg sind:
- Institute for European Integration der Stiftung Europa-Kolleg Hamburg
- Forschungsstelle für Zeitgeschichte in Hamburg (FZH)
- Leibniz-Institut für Medienforschung, Hans-Bredow-Institut (HBI)
- Leibniz-Institut für Virologie
- Institut für Friedensforschung und Sicherheitspolitik an der Universität Hamburg (IFSH)
- Missionsakademie an der Universität Hamburg
- Nordost-Institut Lüneburg. Institut für Kultur und Geschichte der Deutschen in Nordosteuropa e. V. (IKGN)

## Lehre

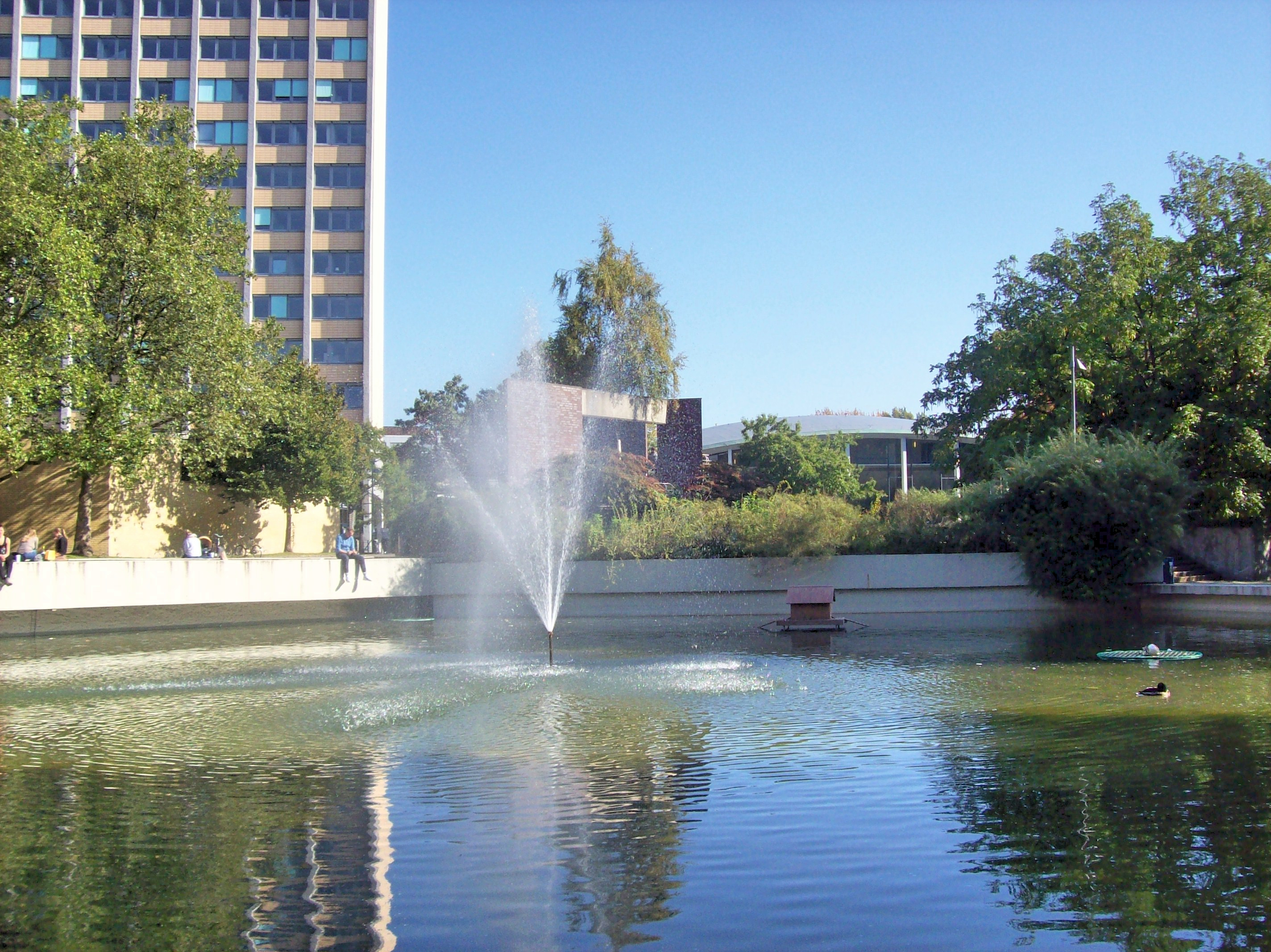
Springbrunnen im Vordergrund als Teil des Ensembles am Von-Melle-Park, Rotherbaum

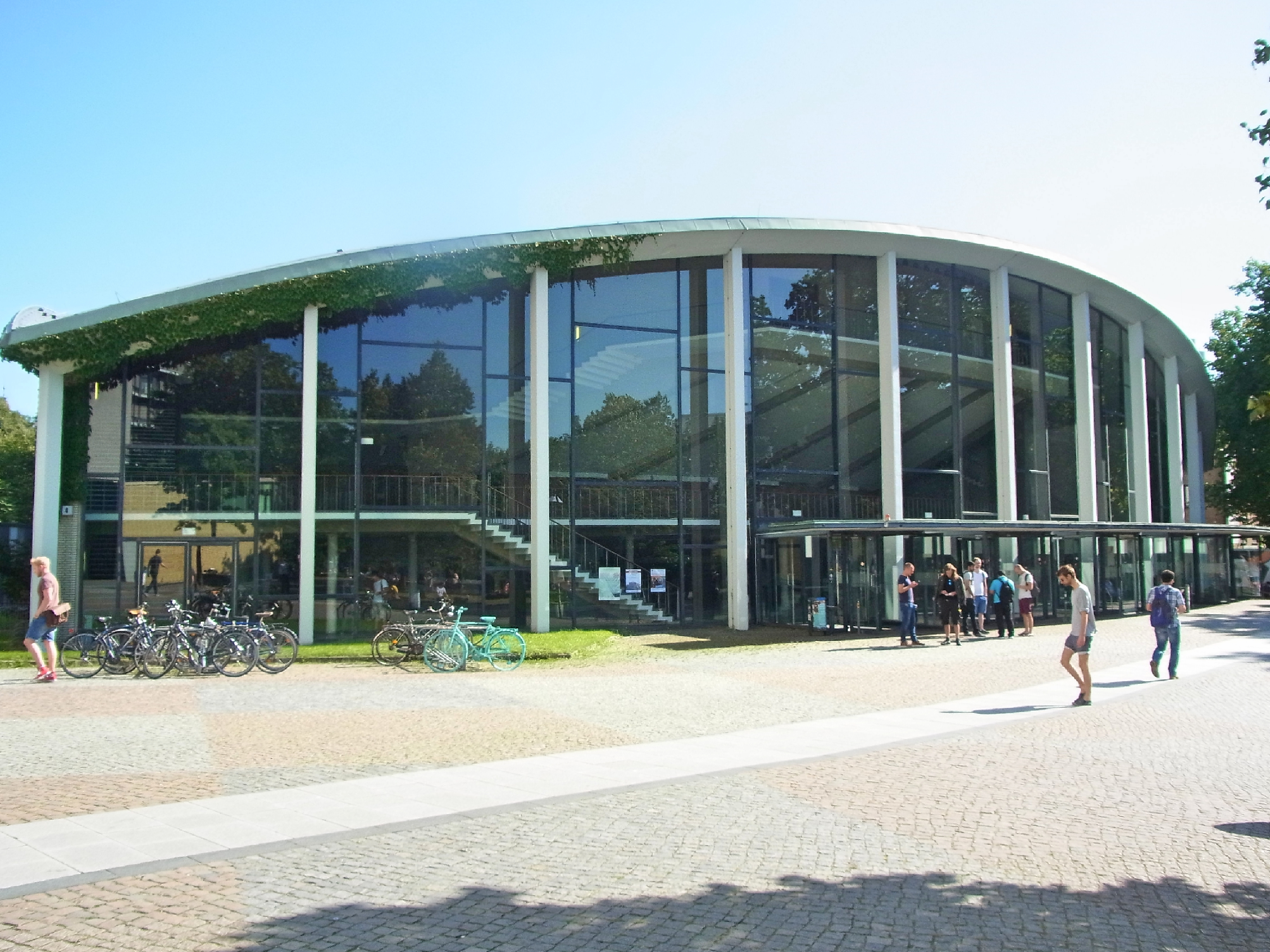
Das Auditorium Maximum am Von-Melle-Park 4 wurde 1957–1959 nach Plänen von Bernhard Hermkes erbaut.

### Studienangebot
Die zentrale Zulassungsstelle ist mittlerweile stark digitalisiert und vergibt in Hamburg auch vorab Zulassungen, wenn Bewerber die Voraussetzungen erfüllen. Zudem berät sie Studierende, wenn diese eine elektronische Absage erhalten haben.
Seit 2014 gliedert sich die Universität in acht Fakultäten. Die Fakultäten gliedern sich in Fachbereiche bzw. Departments. Größter Einzelfachbereich ist die Medizin mit dem Universitätsklinikum Hamburg-Eppendorf. Größter Studiengang ist die Sozialökonomie mit über 2.200 Studenten und den vier interdisziplinären Fachgebieten BWL, VWL, Recht und Soziologie, die bis 2005 eine selbstständige Universität (HWP) bildeten.
Der überwiegende Teil der Studiengänge an der Universität Hamburg wurde 2005 bis 2007 auf das Bachelor-/Master-System umgestellt. Eine Herausforderung stellte dabei die Umstellung der Lehramtsstudiengänge dar, die sämtlich zum Wintersemester 2007/08 umgestellt wurden; hierfür war das Zentrum für Lehrerbildung Hamburg zuständig. Der Staatsexamensstudiengang Lebensmittelchemie wurde zum Wintersemester 2016/17 umgestellt. Der Studienalltag wird in einem elektronischen Studieninformationssystem (STiNE) organisiert, das Modulanmeldungen, Prüfungstermine und Stundenpläne zusammenfasst.
Weiterhin besteht die Möglichkeit, an acht Graduiertenkollegs ein forschungsorientiertes Promotionsstudium aufzunehmen. Neben den von der Deutschen Forschungsgemeinschaft geförderten Graduiertenkollegs verfügt die Universität Hamburg auch über eine Reihe eigener Graduiertenschulen wie die Albrecht Mendelssohn Bartholdy Graduate School of Law an der Fakultät für Rechtswissenschaft oder die Graduiertenschulen in den Fakultäten Wirtschafts- und Sozialwissenschaft, Erziehungswissenschaft, Geisteswissenschaften, in der Fakultät für Mathematik, Informatik und Naturwissenschaften oder der Fakultät für Betriebswirtschaft. Das Centrum für Erdsystemforschung und Nachhaltigkeit, kurz CEN, ist ein zentrales Forschungszentrum der Universität Hamburg und Teil des Netzwerks KlimaCampus Hamburg. Dort arbeiten Ozeanographen, Meteorologen, Meeresbiologen, Geophysiker, Geologen, Bodenkundler, Geographen, Biogeochemiker, Wirtschafts- und Sozialwissenschaftler, Historiker sowie Friedens- und Sicherheitsforscher. Außerdem koordiniert das CEN den Exzellenzcluster „CLIMATE, CLIMATIC CHANGE, AND SOCIETY (CLICCS)“ der Universität Hamburg, gefördert von der Deutschen Forschungsgemeinschaft. Bereits vor dem Start von CLICCS waren die Klimaforscher der Universität Hamburg in der Exzellenzstrategie des Bundes und der Länder erfolgreich: Von 2007 bis 2018 förderte die Deutsche Forschungsgemeinschaft (DFG) die Hamburger Klimawissenschaften mit dem Exzellenzcluster „Integrated Climate System Analysis and Prediction“ (CliSAP). PIER steht für Partnership for Innovation, Education and Research und ist eine Kooperation der Universität Hamburg mit dem Deutschen Elektronen-Synchrotron (DESY). Mit der Landesexzellenzinitiative (LExI) im Cluster kooperieren die Fachbereiche der MIN-Fakultät zusammen mit dem DESY und dem Helmholtz-Zentrum Geesthacht – Zentrum für Material- und Küstenforschung (GKSS). Des Weiteren gibt es Kooperationen mit dem Centrum für Angewandte Nanotechnologie (CAN) und dem Interdisziplinären Nanowissenschafts-Centrum Hamburg (INCH) im Bereich Nanotechnologie.
Die Hamburg School of Food Science (HSFS) bemüht sich darum ein überregionales Wissenschaftszentrum für Lebensmittel zu etablieren. Unterstützt wird sie durch ein sogenanntes Strategy Board dem zahlreiche prominente Persönlichkeiten aus Lebensmittelwirtschaft und Wissenschaft vorsitzen. Zudem organisiert das Wissenschaftszentrum im Rahmen der Initiative Food Science Meets Industry
Thinktanks zur Verbesserung der Lebensmittelsicherheit entlang der Wertschöpfungskette. Unabhängig davon befindet sich die Abteilung für Lebensmittelmikrobiologie und Biotechnologie am Institut für Pflanzenwissenschaften und Mikrobiologie.
Während des G20-Gipfel in Hamburg 2017 lud der Chemiker Joachim Sauer die Ehegatten der Staatschefs in das Deutsche Klimarechenzentrum und das Max-Planck-Institut für Meteorologie ein.
Als MOOC wird auf das freie und quelloffene OpenOLAT gesetzt. Ziel ist es, Open Access, Mobile Learning und Transparenz in der Lehre zu fördern.
Die Qualitätssicherung der Lehre wird in der Servicestelle Evaluation von der Fakultät für Erziehungswissenschaft fachbereichsübergreifend koordiniert. Wie auch bei der Studieneingangsbefragung wird hierfür die Evaluationssoftware EvaSys der Electric Paper Evaluationssysteme GmbH aus Lüneburg eingesetzt.
Da akademische Grade lange Zeit nicht automatisch mit einer Jobgarantie verbunden waren und es bei dem Versand der Diplomurkunden zu Transportschäden kam, organisierten die Professoren Abschlussfeiern für ihre Studenten. Allen voran Hans Steinhart, der die Blumensträuße für seine Absolventen anfangs noch aus eigener Tasche bezahlte. Mittlerweile ist ein Industrie-Sponsoring mit prominenten Festrednern üblich, die anschließend zum Networking einladen. Teilweise haben die Veranstaltungen den Charakter einer Jobmesse.

### Studiengebühren
Am 28. Juni 2006 hatte die Hamburgische Bürgerschaft mit dem Studienfinanzierungsgesetz allgemeine Studiengebühren an den Hamburger Hochschulen eingeführt, die ab dem Sommersemester 2007 erhoben wurden. Zum Wintersemester 2012/2013 wurden diese wieder abgeschafft. Zu zahlen ist dennoch ein sogenannter „Semesterbeitrag“, welcher sich bei einer Einschreibung zum Sommersemester 2024 auf insgesamt 332 Euro belief.

## Studium ohne Abitur
Eine Besonderheit der Universität Hamburg ist das Studium ohne Abitur. An den Fachbereichen Wirtschaftsingenieurwesen und Sozialökonomie können auch Menschen ohne Abitur über den offenen Hochschulzugang per Hochschulzugangsprüfung studieren. Deshalb beinhaltet das Grundstudium auch Einführungskurse und Brückenseminare, die für Menschen aus dem Zweiten und Dritten Bildungsweg zugeschnitten sind. Die Studenten können ihr Abiturwissen oder die vorhandenen Berufserfahrungen in das Studium integrieren.

## Bildung
Ein „Allgemeines Vorlesungswesen“, das sowohl eigene Veranstaltungen durchführt als auch geeignete universitäre Lehrveranstaltungen zusammenfasst, steht der Öffentlichkeit seit 1919 zur Verfügung. Es soll den Bürgern der Metropolregion Hamburg einen Einblick in den Wissenschaftsbetrieb bringen und lebenslanges Lernen ermöglichen sowie Absolventen den Übergang vom Studium in den Beruf erleichtern, sowie für Schüler, die vor der Studienfach- bzw. Berufswahl stehen als Entscheidungshilfe dienen.
Im Science-Slam präsentieren junge Nachwuchsforscher ihre Forschungsergebnisse in Präsentationen um die Wette.
Zudem beteiligt sich die Hochschule im Zuge der Nacht des Wissens mit über 50 weiteren wissenschaftlichen Einrichtungen aus Hamburg, der Metropolregion und Norddeutschland.
Die Lernplattform CommSy ist eine Eigenentwicklung der Universität Hamburg, jedoch als freie Software sehr stark anpassbar und kann daher von Bildungseinrichtungen jedweder Art weiterverwendet werden.
Mit Lecture2Go existiert eine Dienstleistungseinrichtung des Regionalem Rechenzentrum, welche öffentlich zugängliche Videoaufzeichnungen von Vorträgen und Lehrveranstaltungen aufnimmt, anschließend als Webvideo ins Netz stellt und so Open Access in der Bildung fördert.

## Universitätsleben

### Campus

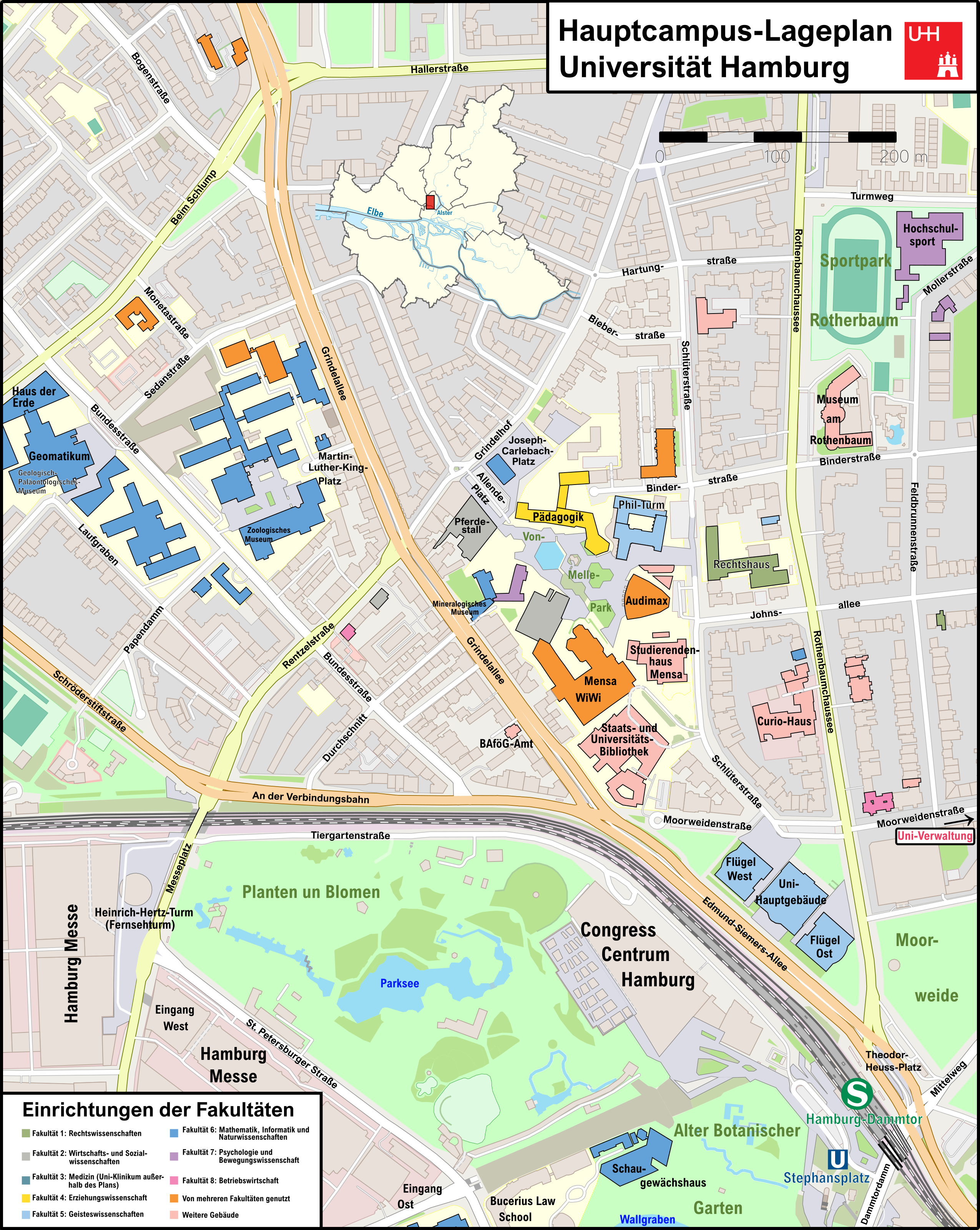
Hauptcampus der Universität Hamburg im Stadtteil Rotherbaum

Die Liegenschaften der Uni Hamburg sind über das gesamte Stadtgebiet verteilt. Das Hauptgebäude mit den Flügelbauten steht am Bahnhof Dammtor/Universität unweit des Hauptcampus (Von-Melle-Park) mit der Staats- und Universitätsbibliothek Hamburg Carl von Ossietzky, dem Audimax sowie einigen weiteren Lehrgebäuden. Auf der anderen Seite der Grindelallee sind weitere Lehrgebäude um den Martin-Luther-King-Platz gruppiert. Den Abschluss im Westen bildet das Geomatikum nahe dem U-Bahnhof Schlump. Das Department Physik ist auf die Standorte Jungiusstraße, Bergedorf (Hamburger Sternwarte) und Bahrenfeld (DESY und weitere Einrichtungen) verteilt. Die Biologie unterhält Standorte in Klein Flottbek (Loki-Schmidt-Garten) und am Martin-Luther-King-Platz. Die Informatik wurde 1991 an das Informatikum in Stellingen verlegt. Die medizinische Fakultät befindet sich im Universitätsklinikum Hamburg-Eppendorf.
Bereits 2004 wurde die Reintegration des Informatikums in den Campus am Rotherbaum beschlossen, bis heute jedoch noch nicht umgesetzt.
Darüber hinaus wurde in den Jahren 2009 und 2010 über einen vollständigen oder teilweisen Universitätsneubau auf dem Kleinen Grasbrook im ehemaligen Hafengebiet südlich der Norderelbe nachgedacht. Der Grund für einen Neubau liegt an der baulichen Situation: Rund 160.000 Quadratmeter Nutzfläche der insgesamt 220.000 Quadratmeter sind sanierungsbedürftig. Die Sanierungskosten belaufen sich nach Schätzungen auf einen dreistelligen Millionenbetrag. Im Sommer 2010 wurde der Plan für einen kompletten Universitätsumzug und damit verbundenen -neubau verworfen. Stattdessen soll der bestehende Campus am Standort Eimsbüttel modernisiert und ausgebaut werden.

### Mensen

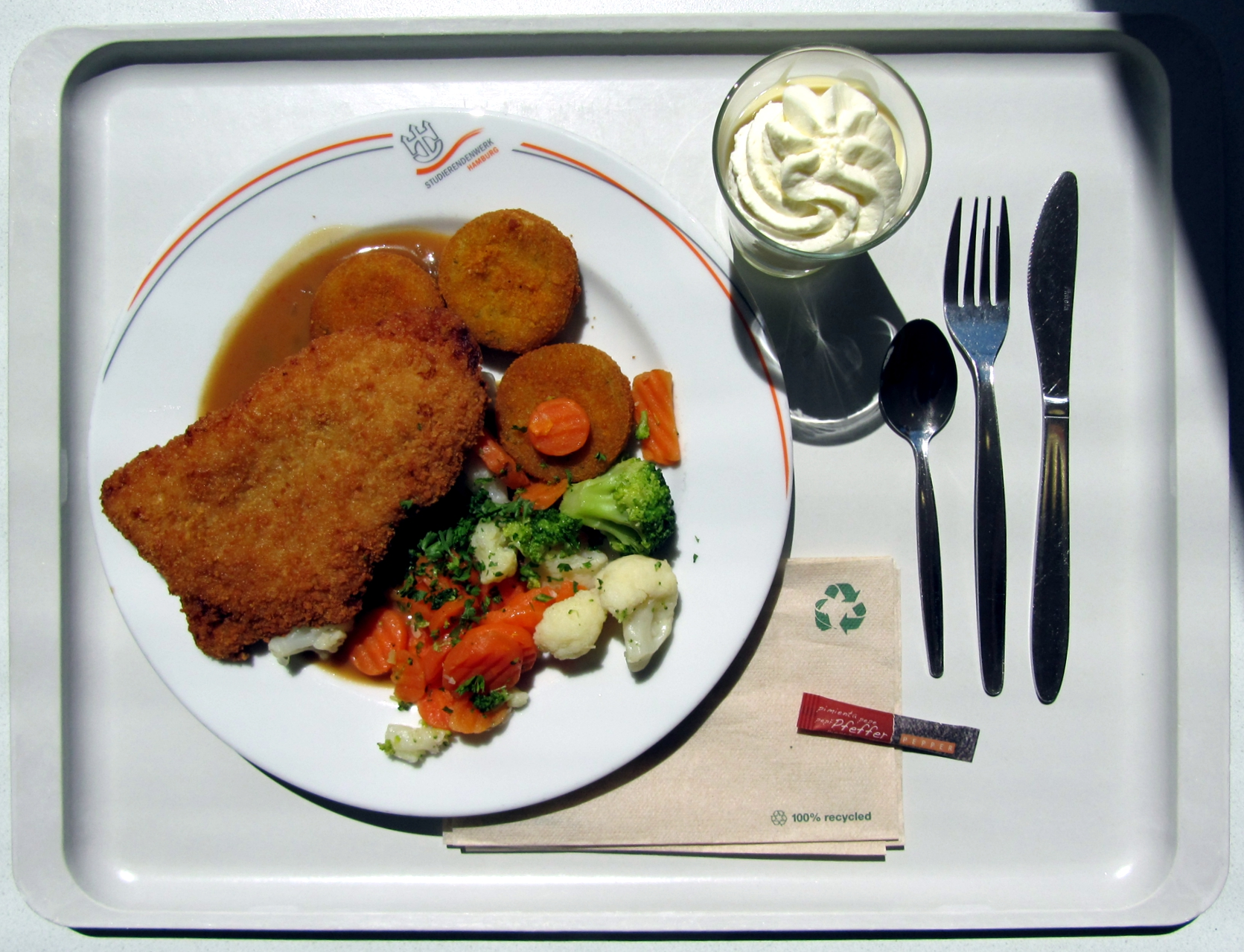
Gericht in der Mensa „Philosophenturm“

Das Studierendenwerk Hamburg wurde für seine Verpflegung in 13 Mensen zum wiederholten Mal bei der Zertifizierung durch das Deutsche Institut für Gemeinschaftsverpflegung ausgezeichnet. Dies wird durch eine enorme Vielfalt des Speiseplanes und Umsetzung des Konzepts Gefahrenanalyse und kritische Kontrollpunkte mit Ausrichtung auf das gesundheitliche Wohlbefinden der Gäste erreicht. Besonderer Wert wird auf die Mitarbeiterförderung und die Fairness gegenüber Geschäftspartnern im Wareneinkauf erreicht. Nur so kann weiterhin eine hohe Qualität zu studentengerechten Preisen aufrechterhalten bleiben.

### Sport
Mit FitnessCard, SportsCard und SchwimmCard gibt es Pauschaltarifangebote für den Hochschulsport. Es werden 250 Kurse in 50 verschiedenen Sportarten angeboten. Spezialkurse müssen extra gebucht werden: Segeln, Rudern, Kanu, Golfen, Schwimmen, Tauchen. Neuerdings werden herzfrequenzgesteuerte Kurse angeboten: Laufsport, Indoorcycling, Fitnesstraining sowie Radtouren und Radfahr-Lernkurse angeboten. Zudem wird mit Kanu- und Drachenboot ein Sightseeing in Hamburg ermöglicht. Zudem werden spezielle Frauensportkurse angeboten, wie auch ein Klettern im Hochseilgarten. Sogar Segelfliegen ist möglich, aber auch ein einfaches Treffen zum Zumba. Die Universität Hamburg weist zudem eine eigene Studentenreitgruppe auf.

### Studentische Gruppen
An der Universität gibt es verschiedene Hochschulgruppen, darunter politische (z. B. CampusGrün, Juso-HSG, RCDS, SDS* oder LHG) und überparteiliche (JEF-Hochschulgruppe), religiöse z. B. die beiden kirchlichen Gruppen Evangelische Studierendengemeinde (ESG) und Katholische Hochschulgemeinde (KSG) sowie sonstige Interessengruppen. Es besteht für alle Studenten die Möglichkeit, sich über eine der bestehenden politischen Gruppen oder eigene Hochschulgruppen im AStA, einem Fachschaftsrat oder im Studierendenparlament (StuPa) aktiv zu beteiligen und sich damit für Studenten und Universität als Ganzes zu engagieren. Es gibt auch ein teilautonomes Queer-Referat, das sich mit Gender- und Queer Studies beschäftigt. Zudem gibt es ein teilautonomes Referat für behinderte und chronisch kranke Studenten (RBCS). Des Weiteren gibt es ein Referat für Öffentlichkeitsarbeit. An Service-Einrichtungen für Studenten von Studenten wird ein Infocafé angeboten, einen Recycling-Shop sowie Obst und Gemüse in Bio-Qualität zu Studentenpreisen. Des Weiteren gibt es eine Willkommenswoche für ausländische Studenten.

### Studentenverbindungen
Die meisten der 30 heute in Hamburg ansässigen Studentenverbindungen stammen von anderen Universitäten, die sie durch den Friedensvertrag von Versailles, den Verlust der Ostgebiete des Deutschen Reiches oder die Deutsche Teilung verlassen mussten. Die ältesten hamburgischen Verbindungen sind das Corps Irminsul und die Landsmannschaft Hammonia. Beide wurden noch vor der Universität Hamburg im 19. Jahrhundert gegründet.

## Zentrale Einrichtungen der Universität und universitätsnahe Institutionen
- Arbeitsstelle für wissenschaftliche Weiterbildung (AWW) der Universität Hamburg
- Asien-Afrika-Institut
- Bernhard-Nocht-Institut (BNI)
- Deutsches Elektronen-Synchrotron (DESY)
- Deutsches Klimarechenzentrum (DKRZ)
- European Molecular Biology Laboratory (EMBL)
- Forschungsstelle für Zeitgeschichte in Hamburg (FZH)
- Geologisch-Paläontologisches Museum Hamburg
- Hamburger Sternwarte
- Hamburger Universität für Wirtschaft und Politik (HWP)
- Hamburgisches Kolonialinstitut
- Hans-Bredow-Institut
- Heinrich-Pette-Institut für Experimentelle Virologie und Immunologie (HPI)
- Institut für Kriminologische Sozialforschung[82]
- Institut für Geophysik der Universität Hamburg (IfG)
- Institut für Meereskunde der Universität Hamburg (IfM)
- Max-Planck-Institut für Meteorologie (MPI-M)
- Max-Planck-Institut für Struktur und Dynamik der Materie (MPSD)
- Mineralogisches Museum Hamburg
- Regionales Rechenzentrum der Universität Hamburg (RRZ)
- Sprachenzentrum der Universität Hamburg
- Studierendenwerk Hamburg
- Teuchos-Zentrum
- Universitätsarchiv
- Universitätskolleg (Universität Hamburg)
- Warburg-Haus
- Zentrum für Bioinformatik (ZBH)
- Institut für Holzwissenschaften
- Zentrum für Lehrerbildung Hamburg
- Zentrum für Ökonomische und Soziologische Studien (ZÖSS)
- Zoologisches Museum Hamburg

### Bibliotheken

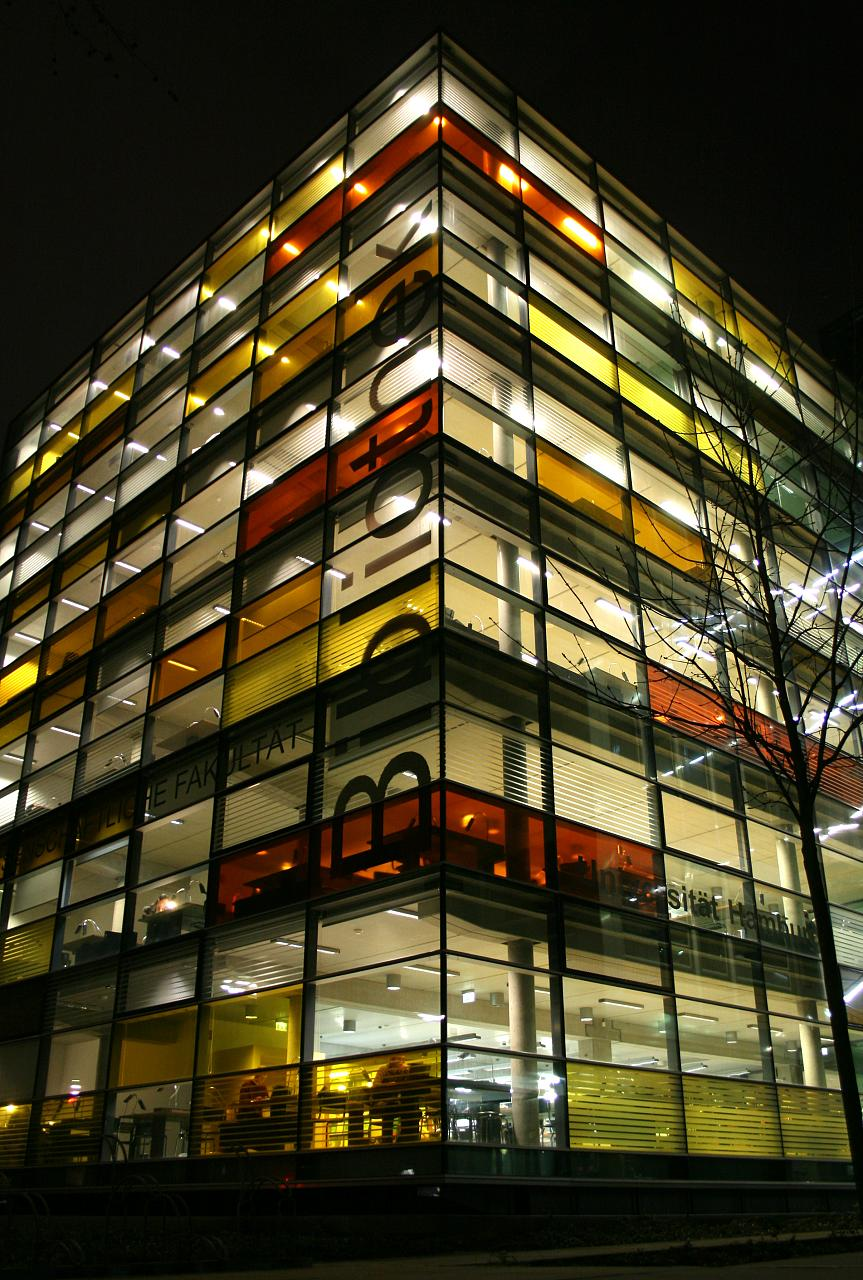
Zentralbibliothek Recht der Universität Hamburg

Neben der Staats- und Universitätsbibliothek Carl von Ossietzky gibt es an mehr als 40 Standorten Fachbibliotheken und Sondersammlungen der Universität Hamburg. Teile der Staats- und Universitätsbibliothek sind in dem ehemaligen Schulgebäude des Wilhelm-Gymnasiums untergebracht. Eine der größten ist die Rechtsbibliothek, die 2005 fertiggestellt wurde und sich über fünf Etagen erstreckt. Sie wurde an das alte Rechtshaus angegliedert und stellt mit ihrer grün-gelb-weißen Glasfassade einen Blickfang an der Rothenbaumchaussee dar.
Die Studierenden und Forscher werden bei der Recherche im Bibliothekssystem der UHH durch den Katalogplus und bei der Recherche in allen wissenschaftlichen Bibliotheken in Hamburg durch den KatalogHamburg unterstützt.

### Berufsberatung
Das Career Center ist eine zentrale und damit fakultätsübergreifende Einrichtung der Universität Hamburg. Mittels Beratung und Coaching begleiten die Mitarbeiter Studenten und Absolventen auf ihrem Weg in den Beruf und unterstützen sie sowohl bei beruflicher Orientierung, Karriere- und Strategieplanung als auch bei der Entwicklung von Schlüsselkompetenzen, die für das Studium und den Beruf nützlich sind. Außerdem existieren Arbeitsgemeinschaften und Kooperationen mit externen Anbietern.

### Stellenwerk
Stellenwerk ist eine Marke, unter der die Universität Hamburg Marketing GmbH seit 2007 kommerzielle Jobportale für verschiedene Universitäten und Fachhochschulen im Bundesgebiet anbietet. Die Universität Hamburg Marketing GmbH gibt es seit 2002 als 100%iges Tochterunternehmen der Universität Hamburg. Gegründet wurde sie mit dem Ziel, die Räumlichkeiten der Uni Hamburg kommerziell zu verwerten. Geschäftsführer ist seit Oktober 2019 René Vossen. Im Jahr 2016 hatte die Universität Hamburg Marketing GmbH ca. 90 Mitarbeiter, ca. 15 davon sind für Stellenwerk tätig.
Kritik
Als Körperschaft des Öffentlichen Rechts ist die Universität Hamburg Marketing GmbH u. a. dem Hamburger Corporate Governance Kodex verpflichtet. In der Vergangenheit gab es daher mehrfach Anfragen, die mangelhafte Transparenz der Universität Hamburg Marketing GmbH beklagt haben. Ebenso bemängelt wurden hohe interne Kosten, die dem ursprünglichen Zweck der Gesellschaft, die Räumlichkeiten der Uni Hamburg gewinnbringend zu verwerten, entgegenlaufen. Mit der Erweiterung auf Jobbörsen und Jobmessen im ganzen Bundesgebiet tritt Stellenwerk mit seinem kommerziellen Angeboten auch in Wettbewerb mit gemeinnützigen Studenteninitiativen wie AIESEC, bonding, MTP – Marketing zwischen Theorie und Praxis.

## Alumni
- HamburgAlumni bietet ehemaligen Studenten und Mitarbeitern der Universität Hamburg ein Forum zur fachlichen und persönlichen Kommunikation.

- Die GdFF-Gesellschaft der Freunde und Förderer des Fachbereichs Sozialökonomie (vormals HWP) e. V. (GdFF) versteht sich als Anwalt der beiden zentralen Elemente des HWP-Studienmodells: Erstens ein interdisziplinäres Studium mit den Fächern BWL, VWL, Soziologie und Rechtswissenschaft, das auf den praktischen Erfahrungen der Studenten aufbaut und sie für eine qualifizierte Tätigkeit in Unternehmen, Organisationen ohne Erwerbscharakter und Verwaltungen vorbereitet, und zweitens der offene Hochschulzugang, der Bewerbern ohne Abitur, aber mit qualifizierter Berufspraxis nach einer Aufnahmeprüfung das Tor zu einem wissenschaftlichen Studium öffnet. Die GdFF versteht sich daneben als eine Alumni-Organisation, die den Anschluss an ein Netzwerk von Studenten, Absolventen und Mitgliedern des Lehrkörpers bietet.

- Der Alumni-Verein Hamburger Soziologinnen und Soziologen e. V. (AVHS) ist ein Netzwerk für den beruflichen, wissenschaftlichen und privaten Austausch für Absolventen sowie Studenten des Instituts für Soziologie der Universität Hamburg. Mit den Aktivitäten will die Alumni den Kontakt unter Ehemaligen und mit der Universität Hamburg erhalten und herstellen, Berufskontakte vermitteln, Fachwissen austauschen sowie Studenten, Alumni, Unternehmen und die Universität miteinander ins Gespräch bringen. Der AVHS bietet der Wissenschaft auch im Arbeitsalltag jenseits sozialwissenschaftlicher Theorie ein Forum.

- Der Freundes- und Förderverein Chemie der Universität Hamburg e. V. wurde im Jahr 2000 gegründet, um das Chemiestudium in Hamburg attraktiver zu machen. Ehemalige sollen ihre Alma Mater wieder aufsuchen. Eng damit verbunden sind Organisation und Ausgestaltung von Treffen Ehemaliger mit Studenten. Verbessert werden soll mit Hilfe dieses Vereins auch der Kontakt mit den Schulen in Hamburg und der näheren Umgebung, indem Kooperationsbemühungen unterstützt und Schnupperkurse für Schüler sowie Lehrer eingerichtet werden. Es wird regelmäßig eine Mitarbeiterzeitung herausgegeben. Zudem soll das Chemiestudium in Hamburg attraktiver gestaltet und der Kontakt zu Dozenten gepflegt werden.

## Internationale Partnerschaften
Im Rahmen ihrer Internationalisierungsstrategie schließt und unterhält die Universität Hamburg Partnerschaften mit ausländischen Universitäten. Sie umfassen unter anderem Studierenden- und Wissenschaftsaustausch, darunter die Teilnahme am ERASMUS-Programm, sowie gemeinsame Promotionsprogramme und Forschungsprojekte. Des Weiteren gibt es eine DAAD-Ostpartnerschaft.
Speziell für die Studierenden am Asien-Afrika-Institut bestehen Partnerschaften mit Universitäten in diversen asiatischen und afrikanischen Ländern. Im Fachbereich Japanologie gibt es aktive Beziehungen zu elf japanischen Universitäten.

## Mitgliedschaften
Die Universität Hamburg ist unter anderem Partneruniversität des European Inter-University Centre for Human Rights and Democratisation, Mitglied im Verbund Norddeutscher Universitäten, Mitglied der German U15, der European University Association (EUA), der Deutschen Forschungsgemeinschaft (DFG), des Konsortiums Internationales Hochschulmarketing – GATE Germany, des Deutschen Akademischen Austauschdienstes (DAAD) und des Inter-University Centre of Postgraduate Studies in Dubrovnik.
Zwei Forschungszentren der Universität Hamburg, das Centrum für Erdsystemforschung und Nachhaltigkeit (CEN) und das Center for Sustainable Society Research (CSS) sind Mitglied im Deutschen Klima-Konsortium.

## Auszeichnungen und Fördermaßnahmen
Im Jahr 2010 erhielt die Universität Hamburg das Zertifikat „audit familiengerechte hochschule“. Zudem fördert die Universität die Gleichstellung der Geschlechter durch eine jährliche Preisvergabe. An der Stabsstelle Gleichstellung werden diese und zukünftige Maßnahmen gebündelt und koordiniert. 2019 erhielt die Universität das Diversity Audit des Stifterverbandes für die Implementierung eines Diversity Managements zur Förderung von Vielfalt an der Universität.
2018 wurde der Universität erneut das „Audit Internationalisierung“ der Hochschulrektorenkonferenz verliehen.
Die Universität Hamburg war in der Exzellenzstrategie, dem Wettbewerb zur nachhaltigen Stärkung der Spitzenforschung in Deutschland, erfolgreich: Seit 2019 fördert die Deutsche Forschungsgemeinschaft vier Exzellenzcluster: „CUI: Advanced Imaging of Matter“ (Photonen- und Nanowissenschaften), „Climate, Climatic Change, and Society (CliCCS)“ (Klimaforschung), „Understanding Written Artefacts“ (Manuskriptforschung) und „Quantum Universe“ (Mathematik, Teilchenphysik, Astrophysik, Kosmologie).
Darüber hinaus erhielt die Universität im Juli 2019 den Status als Exzellenzuniversität für ihr Konzept der „Flagship University“.

## Philatelistisches
Mit dem Erstausgabetag 1. März 2019 wurde von der Deutschen Post AG ein Sonderpostwertzeichen im Nennwert von 260 Eurocent mit der Inschrift 100 Jahre Universität Hamburg herausgegeben. Der Entwurf stammt vom Grafiker Christopher Jung aus Berlin.